# كاثرين هيبورن
كاثرين هوتون هيبورن (12 مايو 1907 - 29 يونيو 2003) (بالإنجليزية: Katharine Houghton Hepburn)‏: هي ممثلة أمريكية، اشتهرت باستقلاليتها الشديدة وشخصيتها الحماسية، ظلت هيبورن ممثلة رائدة في هوليوود لأكثر من 60 عامًا. ظهرت في مجموعة أنواع أدبية، من الكوميديا إلى الدراما الأدبية. وحصلت على أربع جوائز أكاديمية لأفضل ممثلة- وهو رقم قياسي لأي فنان على جائزة الأوسكار. في عام 1999، أطلق عليها معهد الفيلم الأمريكي اسم أعظم نجمة في تاريخ هوليوود.
في ظل نشأتها في ولاية كونيتيكت لأبوين أثرياء ومتحضرين، بدأت هيبورن التمثيل أثناء دراستها في كلية برين ماور. بعد أربعة أعوام في المسرح، نجحت ملاحظات إيجابية لعملها في برودواي في لفت أنظار هوليوود إليها. تميزت سنواتها الأولى في صناعة السينما بالنجاح بما في ذلك جائزة أكاديمية لفيلمها الثالث، مجدالصباح (1933)، ولكن أعقب ذلك سلسلة من الإخفاقات التجارية التي على إثرها أطُلق عليها «ُسم شباك التذاكر» وذلك في عام 1938. نظمت هيبورن عودتها وذلك عن طريق شراء تعاقدها مع أفلام راديو كيث أوفيام، والحصول على حقوق الفيلم لقصة فيلادلفيا- التي كانت تباع في حالة أنها تكون النجمة. في الأربعينيات من القرن الماضي، تعاقدت مع شركة مترو غولدوين ماير- حيث تمركزت مسيرتها الفنية على التحالف مع سبنسر تريسي. امتدت في شراكة الشاشة 25 عامًا، وأنتجت تسعة أفلام. تحدت نفسها في النصف الأخير من حياتها حيث ظهرت بصورة منتظمة في إنتاجيات المرحلة الشكسبيرية وتناولت مجموعة من الأدوار الأدبية. لقد وجدت أن لعب دور عوانس منتصف العمر هو شخصية احتضنت الجمهور كما في «الملكة الأفريقية» (1951). حازت على ثلاث جوائز أوسكار عن دورها في «خمن من سيأتي للعشاء» (1967)، و «الأسد في الشتاء» (1968)، و «على البركة الذهبية» (1981). في السبعينيات من القرن الماضي، بدأت في الظهور في الأفلام التليفزيونية التي أصبحت محور مسيرتها الفنية في حياتها القادمة.
ظلت نشطة حتى سن الشيخوخة، صانعة بذلك آخر ظهور لها على الشاشة في عام 1994 في سن ال87. وبعد فترة من الخمول واعتلال الصحة توفيت هيبورن في عام 2003 عن عمر يناهز ال96. ذاع عن هيبورن تجنبها لمنظومة الدعاية والشهرة في هوليوود، كما أنها رفضت مسايرة توقعات المجتمع بالنسبة للمرأة. كانت تتميز بالصراحة في الكلام والحزم والنشاط وارتدت البنطال في الوقت الذي لم يكن من المألوف للمرأة بعد أن تفعل ذلك. تزوجت مرة واحدة مثل أي امرأة شابة، ولكنها عاشت بعد ذلك بشكل مستقل. لقد أخبأت عن الجمهور علاقتها مع النجم سبنسر تريسي- التي استمرت 26 عامًا. مع نمط حياتها غير التقليدي وشخصيتها المستقلة قد ظهرت على الشاشة. تجسد هيبورن باختصار صورة «المرأة العصرية» في القرن العشرين في أمريكا، ويتذكرها الجميع بأنها شخصية ثقافية مهمة.

## النشأة والتعليم
وُلِدت هيبورن في هارتفورد، كونيتيكت، في 12 آيار/ مايو 1907، وترتيبها الثاني من بين ستة أطفال. كان والدها توماس نورفال هيبورن (1879- 1962)، طبيب مسالك بولية في مستشفى هارتفورد، ووالدتها كاثرين مارثا هوتون (1878- 1951)، مناضلة للحركة النسوية. حارب كلا الوالدين من أجل التغيير في أمريكا: فساعد توماس هيبورن في تأسيس جمعية النظافة الاجتماعية لنيو إنجلاند- التي سعت لتثقيف الجمهور حول المرض التناسلي. بينما ترأست كاثرين الأم جمعية كونيتيكت لحق التصويت للنساء، وبعد ذلك ناضلت من أجل عملية تحديد النسل وذلك بمعاونة مارجريت سانجر.) حينما كانت طفلة، رافقت هيبورن والدتها في العديد من مظاهرات «التصويت للمرأة». لقد تربى أطفال هيبورن على ممارسة حرية التعبير والتشجيع على التفكير والجدال حول أي موضوع يرغبون فيه. انتقد المجتمع والديها بسبب آرائهم التقدمية، الأمر الذي حفز هيبورن على محاربة الحواجز التي تواجهها. وأوضحت هيبورن أنها أدركت منذ الصغر أنها كانت نتاج «أبوين رائعيين،»  فلهم الفضل في كونها «محظوظة جدًا» لنشأتها في ظل توفير أساس لنجاحها. لقد ظلت على مقربة من عائلتها طوال حياتها.

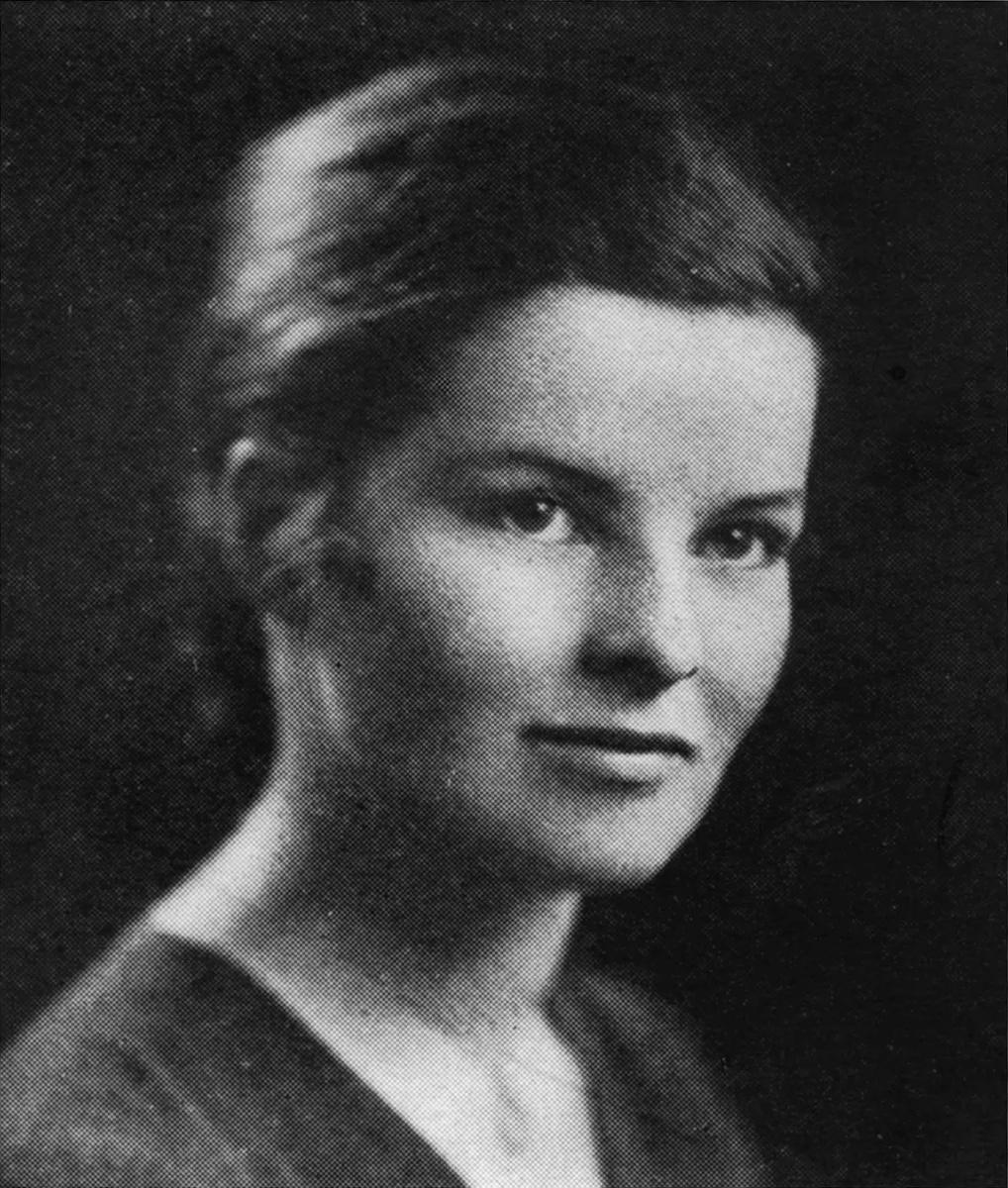
صورة الكتاب السنوي لهيبورن (1928). أثناء دراستها في كلية براين ماور حيث اختارت التمثيل ليكون مهنتها المستقبلية.

 كانت هيبورن الابنة «مسترجلة»، وأحبت أن تُسمى باسم جيمي، وقصت شعرها مثل الأولاد. كان الأب- توماس هيبورن حريص على أن يستخدم أطفاله عقولهم وأجسادهم إلى أقصى حد. كان يعلمهم السباحة والركض والغوص وركوب الخيل والمصارعة ولعب الجولف والتنس. ولعت كاثرين بالجولف وأخذت دروس يومية وأصبحت بارعة جدًا حتى وصلت إلى الدور نصف النهائي في بطولة الجولف للفتيات في كونيتيكت. أحبت السباحة في لونج آيلاند ساوند، وأخذت حمامات ثلج كل صباح وفي اعتقادها أنه «كلما كان الدواء مرًا، كلما كان أفضل بالنسبة لك.» كانت هيبورن من محبي الأفلام –منذ صغرها، وكانت تذهب لرؤيتها ليلة السبت من كل أسبوع. لقد قامت هي والأصدقاء والأشقاء بأداء مسرحيات يشاهدها الجيران بسعر 50 سنتًا للتذكرة، وذلك لجمع الأموال من أجل شعب النافاهو. وفي 3 نيسان/ أبريل 1921، أثناء زيارتها لأصدقائها في قرية جرينتش، اكتشفت جسمان أخيها الأكبر المحب– توم، الذي على ما يبدو مات منتحرًا، حيث قام بربط ملاية حول ذراع خشبي وشنق نفسه. نفت عائلة هيبورن أن الحادث كان انتحارًا، وأكدت أن وفاة توم لابد أن تكون نتيجة خطأ في تجربة. تسبب الحادث في عصبية هيبورن المراهقة وتقلب مزاجها وتشككها في الناس. فابتعدت عن الأطفال الآخرين، وتوقفت عن الذهاب إلى مدرسة أكسفورد، وبدأت تتلقى دروسًا خصوصية. ولسنوات عدة، اعتبرت تاريخ ميلاد شقيقها توم (8 تشرين الثاني/ نوفمبر) هو تاريخ مولدها. لم يكن ليكتشف ذلك حتى عام 1991 في سيرتها الذاتية، عني: قصص من حياتي، الذي كشف عن تاريخ ميلادها الحقيقي. في عام 1924، نالت مقعدًا في كلية برين ماور. لقد حضرت في تلك المؤسسة- في المقام الأول، إرضاءً لوالدتها- التي كانت تدرس هناك وأشارت إلى كره التجربة. وهذه كانت المرة الأولى التي تمكث في المدرسة لعدة سنوات، وكانت على دراية وعدم راحة مع زميلاتها. كانت في صراع مع المطالب الدراسية في الجامعة، وذات مرة أوقفتها الجامعة عن الدراسة لأنها كانت تدخن في غرفتها. ولِفت هيبورن إلى التمثيل، إلا أن لعب الأدوار في مسرحيات الكلية كان مشروطًا بالدرجات الجيدة. وما أن تحسنت درجاتها، بدأت في الأداء بانتظام. وفي عامها الأخير في الكلية، قامت بدور البطولة في «المرأة في القمر»، وللاستجابة الإيجابية التي تلقتها هيبورن، قد عززت من خططها لمواصلة الحياة المهنية في المسرح. وفي حزيران/ يونيو 1928، تخرجت بدرجة في التاريخ والفلسفة.

## الحياة المهنية

### الدخول للمسرح (1928-1932)

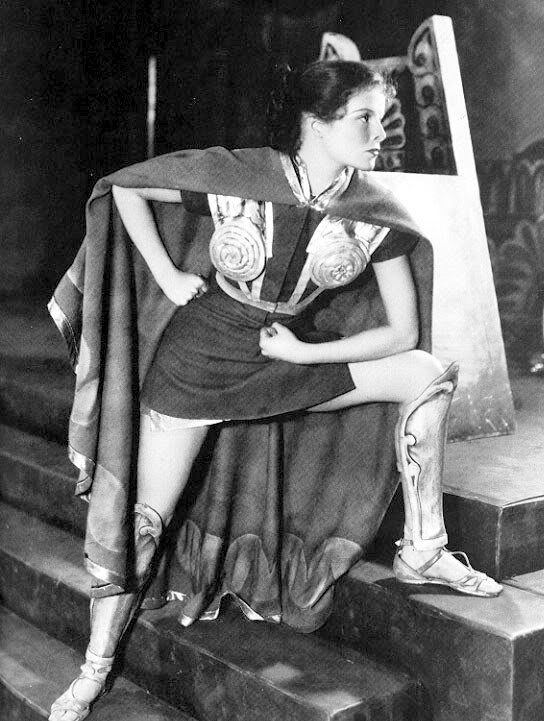
هيبورن في الدور الذي لفت أنظار هوليوود إليها عام 1932- الزوج المحارب.

تركت هيبورن الجامعة عازمة الأمر على أن تصبح ممثلة. وفي اليوم التالي بعد تخرجها، سافرت إلى بالتيمور لمقابلة أدوين اتش. كنوبف الذي يدير بنجاح شركة للإنتاج المسرحي. أُعجب كنوبف بحماسها وأعطاها دور في إنتاجه الحالي، إمبراطورة روسيا. تلقت إشادة جيدة عن دورها الصغير ووصفت "البرينتد ورد" دورها بأنه "لافت للنظر" وقد أُعطيت دورًا في عرض الأسبوع التالي، ولكن هذه المرة لم يتلقى دورها أي استحسان. تعرضت لانتقادات بسبب صوتها الشديد. وهكذا غادرت بالتيمور للدراسة مع معلم للصوت في مدينة نيويورك. قرر كنوبف إنتاج "على البركة الذهبية" وذلك في نيويورك، وعين هيبورن بديلة للبطلة. قبل أسبوع من الافتتاح، فُصلت البطلة وأخذت هيبورن دورها الذي أعطاها دور البطولة أربعة أسابيع فقط في مسيرتها الفنية في المسرح. في ليلة الافتتاح، وصلت متأخرة واختلطت عباراتها وتعثرت قدميها وتحدثت بسرعة كبيرة بدرجة يصعب فهمها. لذلك فُصلت على الفور وأُعيدت البطلة الأصلية. شقت هيبورن طريقها مع المخرج آرثر هوبكنز، وقبلت دور تلميذة في "هذه الأيام". جاء ظهورها لأول مرة في برودواي في 12 تشرين الثاني/ نوفمبر 1928، في مسرح كورت، ولكن لم يتلقى العرض إشادة وأُغلق بعد ثمان ليالٍ. وعلى الفور عينها هوبكنز بديلة عن البطلة في مسرحية "عطلة" للمخرج فيليب باري. في أوائل كانون الأول/ ديسمبر، وبعد أسبوعين فقط، توقفت هيبورن لتتزوج من لودلو أوجدن سميث- الذي تعرفه منذ الكلية. فعزمت على ترك المسرح ولكنها افتقدت العمل به وسرعان ما استأنفت دور البديلة في "عطلة" الذي شغلته لمدة ستة أشهر. في عام 1929، رفضت دور مع "جيلد للمسرح" وذلك لتلعب دور البطولة في "الموت يأخذ إجازة." لقد شعرت بأن الدور مثالي، ولكنها طُردت من العمل مرة أخرى. عادت إلى "الجيلد"، وأخذت دور البديلة في "شهر في البلد"، ولكن بأجر منخفض. في ربيع 1930، انضمت هيبورن إلى شركة للإنتاج المسرحي في ستوكبريدج، ماساشوستس. وغادرت في منتصف فصل الصيف، واستمرت في الدراسة مع مُعلم للدراما. في أوائل عام 1931، كانت ضمن فريق العمل في إنتاج برودواي "الفن والسيدة زجاجة." طُردت من الدور وذلك بعدما أعطى الكاتب المسرحي كراهية تجاهها قائلًا: تبدو رعبًا، وطريقتها غير محتملة، كما أنها ليست موهوبة." وعلى الرغم من ذلك، أُعيدت للدور لأنهم لم يجدوا أي ممثلة أخرى. وكان هذا نجاحًا صغيرًا. ظهرت هيبورن في عدد من المسرحيات في شركة للإنتاج الصيفي في إيفوريتون، كونيتيكت، وأثبتت نجاحًا كبيرًا. أثناء صيف 1931، طلب منها فيليب باري أن تظهر في مسرحيته الجديدة "مملكة الحيوان"- جنبًا إلى جنب مع ليزلي هاوارد. بدأت البروفات في تشرين الثاني/ نوفمبر وشعرت هيبورن بأن الدور مؤكدًا سوف يجعل منها نجمة، ولكن هاوارد كرهها ولذلك طُردت من العمل مرة أخرى. وعندما سألت باري عن سبب طردها، أجاب صارمًا:" حسنًا، لكي أكون صريحًا، فأنتِ لم تكنِ جيدة جدًا." هذا ما أدى بهيبورن إلى زعزعة استقرار ثقتها بنفسها، ولكنها استمرت في البحث عن عمل. أخذت دور صغير في مسرحية قادمة، وعندما بدأت البروفات، طُلب منها أن تطلع على دور البطلة في الأسطورة اليونانية "الزوج المحارب". أثبتت مسرحية "الزوج المحارب" في كونها انطلاقة هيبورن. يوضح كاتب السيرة- تشارلز هيجام، أن الدور كان مثاليًا للممثلة، ويتطلب طاقة عدوانية وألعاب رياضية، وهيبورن بحماسة شديدة تلتزم بالإنتاج. افتُتِحت المسرحية في 11 آذار/ مارس 1932، في "مسرح مورسكو" في برودواي. وفي أول ظهور لها على المسرح، دُعيت هيبورن للقفز أسفل درج ضيق وهي تحمل ظبي فوق كتفها، وترتدي سترة قصيرة فضية. جرى العرض لمدة ثلاثة أشهر، وتلقت هيبورن ملاحظات إيجابية. كتب ريتشارد جارلاند- من "النيويورك تيليجرام العالمية": " كان الجميع في ليلة- منذ ذلك العرض المتوهج، أضاءت المشهد في برودواي." 

### نجاح هوليوود (1932-1934)

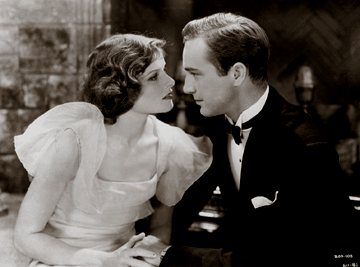
هيبورن في أول ظهور لها في الميلودراما- وثيقة طلاق، (1935) أحب النقاد أدائها وأصبحت نجمة على الفور.

لقد رصد ليلاند هايوارد- باحث عن الوجوه الجديدة لوكالة هوليوود، ظهور هيبورن في «الزوج المحارب»، فطلب منها أن تُجري اختبارًا للمشاركة في الفيلم القادم لـ«راديو كيث أوفيام»- «وثيقة طلاق»، للمخرج سيدني فيرفيلد. أُعجب المخرج جورج كوكور بما رآه، فذكر قائلًا:«كان هناك هذا المخلوق الغريب.» «كانت على خلاف أي شخص سمعت به في أي وقت مضى.» كان يحب ولاسيما الطريقة التي تمسك بها كوب زجاجي: «أعتقد أنها كانت موهوبة جدًا في هذا العمل.»  عندما عُرض عليها الدور، طلبت هيبورن أجر 1.500 دولارًا أسبوعيًا وهو مبلغ كبير بالنسبة لممثلة غير معروفة. شجع كوكور الأستوديو على قبول مطالبها، ووقعت هيبورن على عقد مؤقت مع ضمان لمدة ثلاثة أسابيع. روى ديفيد سلزنيك- رئيس راديو كيث أوفيام، أنه أخذ «فرصة هائلة» في اختيار الدور للممثلة غير العادية. وصلت هيبورن إلى ولاية كاليفورنيا في تموز/ يوليو 1932، وهي في سن 25 عامًا. قامت ببطولة فيلم «وثيقة طلاق» أمام جون باريمور، ولكنها لم تُظهر أي إشارة من إشارات الترهيب. على الرغم من أنها كانت مكافحة من أجل التكيف مع طبيعة الفيلم، كانت هيبورن مفتونة بالجدية منذ البداية. حقق الفيلم نجاحًا وتلقت هيبورن الإشادة. وصف موردونت هول- من «النيويورك تايمز»، أدائها بأنه «رائع على نحو ممتاز... وتعد الآنسة هيبورن واحدة من أفضل من ظهر على الشاشة.» وقد صرح تقرير مجلة «فاريتي» أن «الصدارة هنا هي الانطباع الساحق الذي صنعته كاثرين هيبورن في أول مهمة لها في الفيلم. فلديها شيء حيوي يضعها بمعزل عن مجرة الفيلم.»  نتيجة لقوة فيلم «وثيقة طلاق»، وقّع راديو كيث أوفيام مع الممثلة عقدًا طويل الأجل. أصبح جورج كوكور صديق وزميل لمدى الحياة، وقدم هو وهيبورن عشرة أفلام معًا.

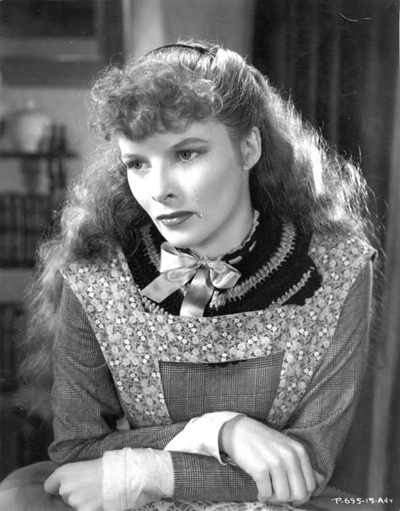
كونها جو مارش في نساء صغيرات (1933)، حيث كان واحدًا من أكثر الأفلام شهرة في وقته.

 كان «كريستوفر القوي» (1933) هو فيلمها الثاني الذي يحكي قصة طيارة وعلاقتها الغرامية مع رجل متزوج. لم ينجح الفيلم تجاريًا، ولكن هيبورن نفسها تلقت إشادة جيدة. كتبت ريجينا ترو- في المجلة الأمريكية، أنه على الرغم من أن سلوكياتها كانت مزعجة، «نجحت في لفت الانتباه، وسحر الجمهور. فهي شخصية متميزة ومحددة وإيجابية.» أكد فيلمها الثالث على كونها ممثلة رائدة في هوليوود. نتيجة لقيامها بدور الممثلة الطموحة إيفا لافليس في فيلم «مجد الصباح»، فازت هيبورن بجائزة الأوسكار لأفضل ممثلة. منذ أن رأت النص موجود على مكتب المنتج باندرو بيرمان، اقتنعت بأنها خُلقت للقيام بالدور، وأصرت على أن يكون هذا الدور لها. اختارت هيبورن ألا تحضر حفل توزيع الجوائز- لأنها لم تكن عوضًا عن مدة حياتها المهنية، ولكنها شعرت بسعادة غامرة بهذا الفوز. استمر نجاحها مع دور جو في الفيلم المُقتَبس عن قصة «نساء صغيرات» (1933). كان الفيلم ضربة ناجحة، وواحدًا من أكبر النجاحات التي حققتها صناعة السينما حتى الآن، وفازت هيبورن بجائزة أفضل ممثلة في مهرجان البندقية السينمائي. كان فيلم «نساءصغيرات» واحدًا من المفضلات الشخصية عند هيبورن، كانت فخورة بأدائها وفي وقت لاحق قالت:«أتحدى أي شخص أن يكون جيدًا» كونها جو«مثلما كنت أنا.» بحلول نهاية عام 1933، كانت هيبورن ممثلة سينمائية لها احترامها، ولكنها اشتاقت لإثبات نفسها في برودواي. كان جيد هاريس- واحدًا من منتجين المسرح الأكثر نجاحًا في العشرينيات من القرن الماضي، يمر بحالة ركود في العمل. فطلب من هيبورن الظهور في مسرحية «البحيرة»- التي وافقت هيبورن على القيام بها بأجر منخفض. وقبل أن تغادر، طلب منها راديو كيث أوفيام تصوير فيلم «العصبي» (1934)قامت فيه بدور تريجر هيكس- فتاة من الجبل غير متعلمة، وإلى حد بعيد، يُعتبر هذا الفيلم من أسوأ أفلامها، وتلقت هيبورن نقدًا على هذا المجهود. احتفظت هيبورن بصورة لهيكس في غرفة نومها طوال حياتها لـ«[الاحتفاظ] بتواضعي.»  عُرضت مسرحية «البحيرة» في واشنطن، دي. سي، حيث كان هناك مبيعات كبيرة مقدمًا. تسبب الإخراج الضعيف عند هاريس من تآكل الثقة عند هيبورن وتصارعت مع الدور. ومع ذلك، انتقل هاريس بالمسرحية إلى نيويورك دون مزيد من البروفات الإضافية. افتُتِحت المسرحية في مسرح مارتن بيك في 26 كانون الأول/ ديسمبر 1933، وتلقت هيبورن انتقادات لاذعة. وعلق دوروثي باركر ساخرًا:«تعبر عن سلسلة من الانفعالات طوال المسرحية من أ إلى ب.»  في ذلك الحين، كانت مدة تعاقدها عشرة أسابيع، فكان عليها تحمل المشكلات المالية نتيجة التراجع السريع لمبيعات شباك التذاكر. قرر هاريس الانتقال بالعرض إلى شيكاغو، وتوجه إلى هيبورن قائلًا:«يا عزيزتي، الفائدة الوحيدة التي أجدها فيكِ هي المال الذي أستخرجه منكِ.» رفضت هيبورن ودفعت إلى هاريس 14.000 دولارًا ليُغلق الإنتاج بدلًا من ذلك. في وقت لاحق، أشارت هيبورن أن هاريس «ببساطة هو الشخص الأكثر شرًا الذي قابلته في حياتي.» وأكدت بأن هذه التجربة مهمة بالنسبة إليها لأنها علّمتها أن تأخذ مسئولية لحياتها المهنية.

### صراعات المهنة «سُم شباك التذاكر» (1934-1938)

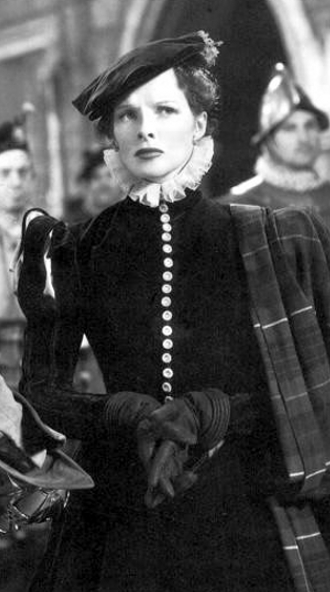
في ماري من اسكتلندة (1936)، واحدًا من سلسلة الأفلام غير الناجحة التي قدمتها هيبورن في تلك الفترة.

بعد فشل «العصبي» و «البحيرة»، اختارها راديو كيث أوفيام للعمل في «الوزير الصغير» (1934)،- استنادًا إلى رواية فيكتورية كتبها جيمس باري، في محاولة لتكرار النجاح الذي حققه «نساء صغيرات». لم يكن هناك مثيل لهذا التكرار، فقد خفق الفيلم إخفاقًا تجاريًا. لم يتلقى الفيلم الدرامي الرومانسي «كسر القلوب»- مع تشارلز بوير، إشادة وخسر أيضًا أموالًا. وبعد ثلاثة أفلام كانت عُرضة للنسيان، عاد النجاح لهيبورن مع فيلم «أليس آدامز» (1935)، الذي يحكي قصة يأس فتاة في صعود السلم الاجتماعي. أحبت هيبورن السيناريو، وشعرت بالسعادة لعرض الدور عليها. حقق الفيلم ضربة ناجحة، وكان واحدًا من المفضلات الشخصية لدى هيبورن، وأعطاها الترشيح الثاني لجائزة الأوسكار، وتلقت ثاني أكبر عدد من الأصوات بعد بات ديفيز. نظرًا لإعطائها الفرصة لاختيار فيلمها المقبل، قررت هيبورن أن تتصدر البطولة في العمل الجديد «سيلفيا سكارليت» (1935)، للمخرج جورج كوكور، حيث كانت المرة الأولى لها مع النجم كاري جرانت. قامت بتقصير شعرها تحضيرًا للدور، لأنها تتنكر بشخصية صبي في جزء كبير في الفيلم. لم يُعجب النقاد بفيلم «سيلفيا سكارليت»، ولم يتمتع بشعبية لدى الجمهور. فيما بعد، لعبت دور ماري ستيوارت في فيلم «ماري من اسكتلنده»(1936)، للمخرج جون فورد، حيث لاقت النقد نفسه. وأعقبه فيلم «تمرد امرأة» (1937)، وهو دراما تحكي عن العصر الفيكتوري حيث تحدت شخصية هيبورن التقاليد وذلك بإنجابها طفل دون زواج شرعي. يتناول أيضًا فيلم «شارع الجودة» أوضاع العصر الفيكتوري ولكن بصورة كوميدية. لم يحظى كلا الفيلميين بشعبية لدى الجمهور، وهذا ما يعني أنها قدمت أربعة أفلام غير ناجحة في سلسلة واحدة دون انقطاع. بجانب سلسة الأفلام التي لم تحظى بشعبية، نشأت مشكلات من موقف هيبورن، كان لديها علاقة صعبة مع الصحافة والتي ربما قد تكون بذيئة واستفزازية. عندما سُئلت إذا كان لديها أطفال، أجابت بحدة «نعم، لدي خمسة: اثنين من البيض وثلاثة ملونين.» لم تُجري أي مقابلات صحفية، ورفضت التوقيع لأي طلب، مما أكسبها لقب «كاثرين من الغطرسة». تحير الجمهور أيضًا من سلوكياتها غير الناضجة، واختيارها للأزياء الصبيانية، فأصبحت شخصية لا تحظى بشعبية إلى حد كبير. شعرت هيبورن أنها بحاجة إلى ترك هوليوود، لذلك عادت شرقًا لتقوم ببطولة عمل مسرحي مقتبس عن قصة جين آير. كان دورًا ناجحًا، ولكن لعدم التأكد من النص وعدم الرغبة في المخاطرة بالفشل- بعد كارثة «البحيرة»، عارضت هيبورن أخذ هذا العرض إلى برودواي. في أواخر عام 1936، تنافست هيبورن من أجل دور سكارليت أوهارا في «ذهب مع الريح». رفض المنتج ديفيد سلزنيك عرض الدور عليها لأنه شعر أنها ليس لديها الجاذبية المثيرة. فأخبر هيبورن قائلًا:«أنا لا أستطيع أن أرى ريت بتلر يطاردك لمدة اثنا عشر عامًا.» 

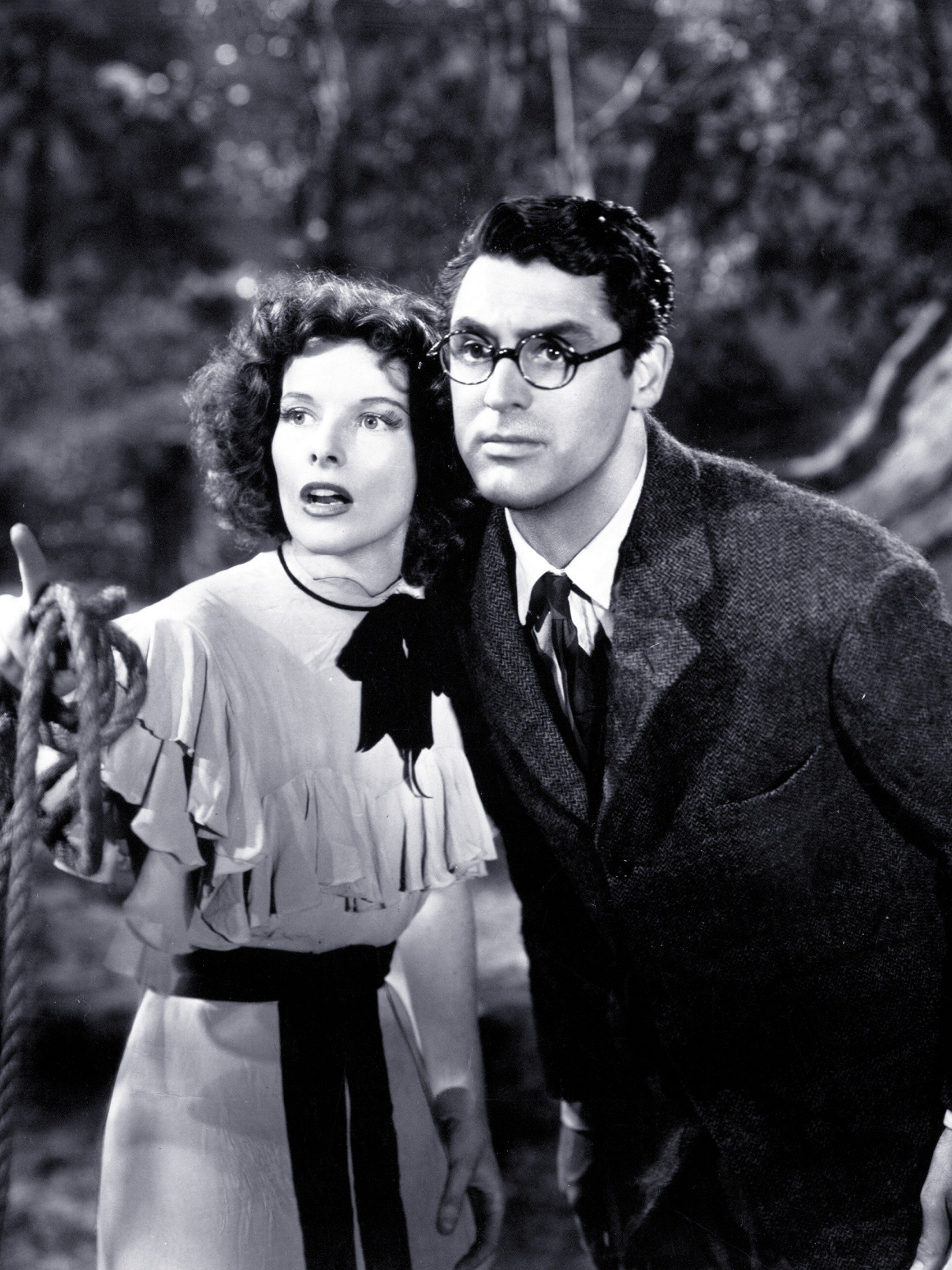
قدمت هيبورن أربعة أفلام مع كاري جرانت، كما هو مُبيّن هنا في تنشئة طفل (1938)، الذي فشل عند إطلاقه ولكن منذ ذلك الحين أصبح من الكوميديا الكلاسيكية.

 كان فيلمها التالي هو «باب المسرح»(1937)، مع النجم جنجر روجرز، في الدور الذي عكس حياتها الخاصة- فتاة المجتمع الثرية في محاولة لجعلها ممثلة. وفي مراجعات أولية لعملها، لاقت هيبورن استحسانًا مما أعطاها ترتيب أعلى من روجيرز. رُشح الفيلم لأفضل فيلم في حفل توزيع جوائز الأوسكار، ولكنه لم يكن الضربة الناجحة في شباك التذاكر التي تمناها راديو كيث أوفيام. ألقى نقاد السينما باللوم على هيبورن بسبب الأرباح القليلة، ولكنت استمرت شركة الإنتاج بالتزامها لإحياء شعبيتها. تم اختيارها للعمل في الكوميدية الهزلية «تنشئة طفل» (1938) للمخرج هوارد هوكس، جنبًا إلى جنب مع النجم كاري جرانت. لعِبت هيبورن الجزء الكوميدي من الفيلم بكل ثقة، وأخذت نصائح حول توقيت الكوميديا من النجم والتر كاتليت. لاقى فيلم «تنشئة طفل» إشادة من النقاد، ولكنه مع ذلك لم يكن ناجحًا في شباك التذاكر. لاقى كلٌ من العمل وجرانت شعبية في ذلك الوقت، ويعتقد كاتب السيرة- سكوت بيرج، أن اللوم يقع على رفض رواد السينما لهيبورن. بعد إطلاق فيلم تنشئة طفل، وضع مُلاك المسارح المستقلة في أمريكا هيبورن ضمن قائمة الممثلين المُعتَبرين «سُم شباك التذاكر». أصبحت سمعتها في الانحطاط. كان الفيلم التالي الذي عرضه راديو كيث أوفيام عليها هو «دجاج الأم كاري»- فيلم من الدرجة الثانية مع مشاهد رديئة، فرفضته هيبورن، وعوضًا عن ذلك، اختارت أن تفسخ تعاقدها بدفع مبلغ 75.000 دولارًا. خشي العديد من الممثلين ترك الاستقرار الذي تضمنه لهم شركة الإنتاج في ذلك الوقت، ولكن الثروة التي تمتلكها هيبورن تعني قدرتها على تحمل أن تكون مستقلة. وقّعت على نسخة الفيلم المُعدّلة «عطلة» (1938) مع أفلام كولومبيا، لتكون بذلك مع النجم جرانت للمرة الثالثة. لاقى الفيلم الكوميدي استحسانًا من النقاد، ولكنه فشل في جذب العديد من الجمهور، كان النص القادم المعروض على هيبورن بأجر 10.000 دولارًا، أقل مما كانت تتقاضاه في بداية مشوارها السينمائي. وتعليقًا على هذا التغيير في ثرواتها، كتب أندرو بريتون عن هيبورن «لم تظهر أي نجمة أخرى بسرعة أكبر أو بإشادة أكثر. وفوق ذلك لم تصبح أي نجمة غير معروفة بهذه السرعة منذ فترة طويلة من الوقت.»

### إحياء (1939-1942)

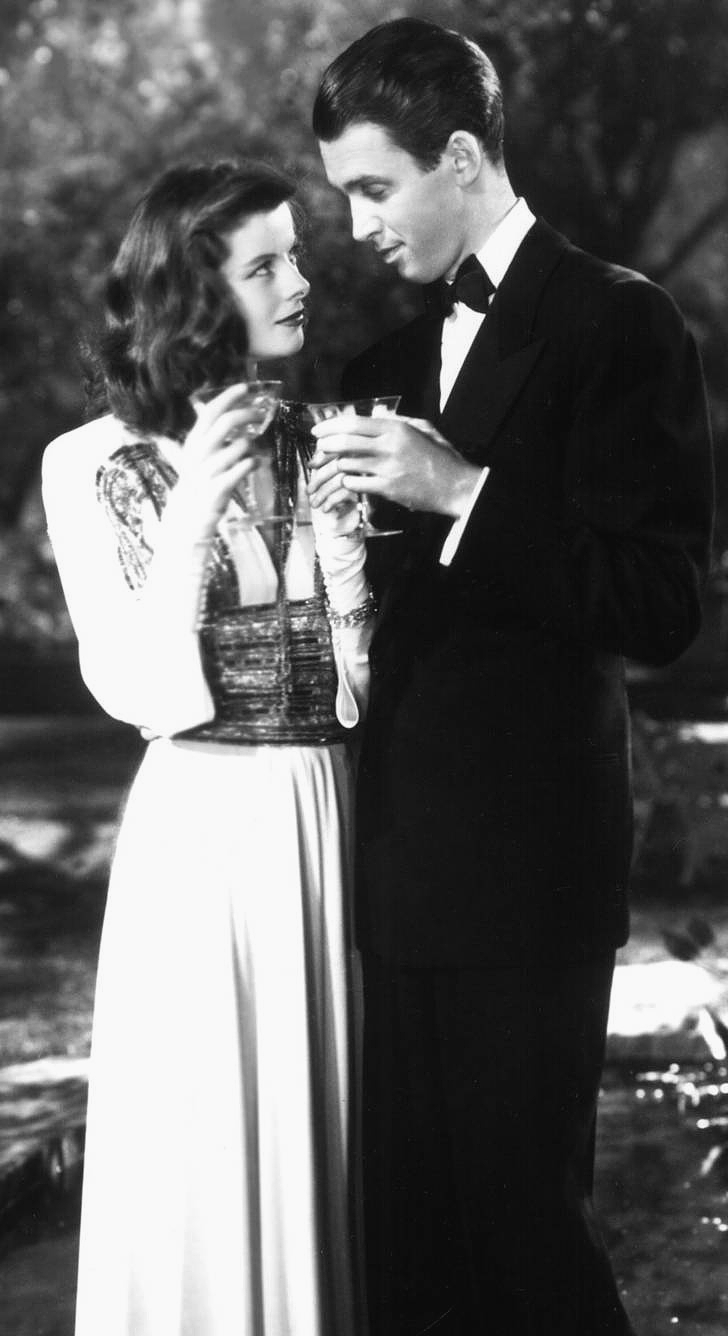
كونها تريسي لورد في قصة فيلادلفيا (1940)، جنبًا إلى جنب مع جيمس ستيوارت. قالت هيبورن عن الدور،" لقد أعطيتها حياة، فأعادتني إلى حياتي المهنية.

بعد هذا التراجع في مشوارها الفني، شرعت هيبورن في خلق طريقها للعودة. غادرت هوليوود للبحث عن عمل مسرحي، فوقّعَت على دور البطولة في مسرحية جديدة للمخرج فيليب باري- قصة فيلادلفيا. صُممت خصيصًا لتسليط الضوء على الممثلة، فهي الشخصية البارزة- تريسي لورد، التي تتضمن مزيج من الفُكاهة والعدوان والعصبية والضعف. شعر هوارد هيوز- شريك هيبورن في ذلك الوقت، أن هذه المسرحية يمكن أن تكون تذكرة عودتها إلى النجومية في هوليوود، فاشترى لها حق تصويرها سينمائيًا حتى قبل أن تُعرَض المسرحية لأول مرة على خشبة المسرح. عُرِضت قصة فيلادلفيا لأول مرة في الولايات المتحدة، ولاقت ملاحظات إيجابية، ثم افتُتِحت في نيويورك في مسرح شوبرت في 29 آذار/ مارس 1939،  كانت ضربة كبيرة ناجحة- نقديًا وماليًا، ومن بين 417 عرضًا، استمرت في كونها ثاني العروض الناجحة. فاتحت العديد من شركات الإنتاج السينمائي هيبورن لإنتاج النسخة السينمائية من مسرحية باري. فاختارت بيع حقوق تصويرها سينمائيًا إلى شركة مترو جولدوين ماير (أم. جي. أم)- شركة الإنتاج رقم واحد في هوليوود، شريطة أن تكون هي النجمة. كان اختيارها للمخرج جورج كوكور أيضًا جزء من الاتفاق، ولكن النجوم المشاركة- كلارك جيبل وسبنسر تريسي، الذين أرادتهم، كلاهما كانا مشغولين. تعهد لها لويس ماير بـ جيمس ستيوارت و 150.000 دولارًا أمريكيًا «لأي شخص آخر تريدينه أو يمكنك الحصول عليه.» فاختارت هيبورن صديقها النجم السابق- كاري جرانت، الذي تنازلت له عن الترتيب الأول في قائمة أسماء الممثلين. قبل بدء التصوير، أشارت هيبورن بدهاء، «أنا لا أريد أن أقوم بدخولٍ كبيرٍ في هذا الفيلم. فرواد السينما... يعتقدون أنني مغرورة جدًا أو شيء من هذا القبيل. هناك الكثير من الناس من يرغبون في رؤية فشلي.» وهكذا بدأ الفيلم بضرب جرانت للممثلة على مؤخرتها. فيصف بيرج كيف استطاعت الشخصية ببراعة أن تجعل الجمهور «يضحك بما يكفي عليها حتى أنه سيتعاطف معها في نهاية المطاف،» حيث شعرت هيبورن بأن الأمر كان حاسمًا في إعادة تجديد صورتها العامة. كان فيلم قصة فيلادلفيا واحدًا من أكبر الضربات الناجحة في عام 1940، وسجل رقمًا قياسيًا في راديو سيتي ميوزيك هول. صرحت مراجعة في «تايم»، «العودة إلى الخلف، تأتي، كلٌ غُفِر له.») ذكر هيرب جولدين من الفاريتي «أنه فيلم كاثرين هيبورن... التصور المثالي لكل ما هو زائل... والقصة من دونها تقريبًا لا يمكن تصورها.»  رُشحت هيبورن للمرة الثالثة لجائزة الأوسكار لأفضل ممثلة، وفازت بجائزة دورة نقاد السينما بنيويورك لأفضل ممثلة. كانت هيبورن مسئولة أيضًا عن تصوير فيلمها التالي- الكوميدية الرومانسية، امرأة من السنة. اقترح عليها جارسون كانين فكرة الفيلم في عام 1941، فمررتها هيبورن إلى جوزيف مانكيفيتس في أم. جي. أم، الذي أعرب عن اهتمامه بالفيلم. أشار كانين كيف ساهمت هيبورن في النص، فاقترحت حذف وتغيير الكلمات، وقدمت حماس مساعد من أجل العمل. قدمت هيبورن المُنتَج النهائي إلى أم. جي. أم وطلبت 250 ألف دولارًا، نصف لها، والنصف الأخر للمؤلفين- مايكل كانين، رينج لاردنير. جر. تمت الموافقة على طلباتها، وأُعطيت هيبورن الفرصة لاختيار المخرج والنجم- جورج ستيفنز وسبنسر تريسي. وانطلاقًا من عام 1942، كان فيلم امرأة من السنة نجاحًا آخر. أشاد النقاد بالكيمياء الموجودة بين النجوم، وقال هيجام أنه لاحظ«زيادة نضج وصقل» هيبورن. وأثنى «الورلد تليجرام» اثنين من «العروض الرائعة»  وتلقت هيبورن للمرة الرابعة ترشيح لجائزة الأوسكار عن دورها بصفتها امرأة عاملة مستقلة- تيس هاردينج. خلال الفيلم وقعت هيبورن عقود بأدوار بطولة مع أم. جي. أم.

### تباطؤ في الأربعينيات (1942-1949)

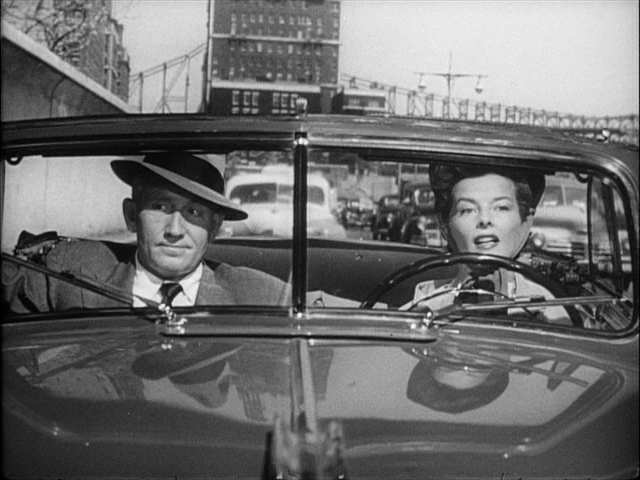
أغلبية أفلام هيبورن التي قدمتها في هذه الفترة كانت مع سبنسر تريسي. قالت في وقت لاحق أن الشراكة قد أضافت إلى التقدم في مسيرتها الفنية؛ لأنه كان النجم الأكثر شهرة في ذلك الوقت. فالزوج المُبيّن هنا هو واحدًا من أكثر الانطلاقات نجاحًا- ضلع آدم 1949.

في عام 1942، عادت هيبورن إلى برودواي للظهور في دون الحب- مسرحية أخرى للمخرج فيليب باري، التي كُتبت أيضًا برأي الممثلة. لم يتحمس النقاد بالإنتاج، ولكن مع وصول شهرة هيبورن لذروتها، جرى العرض لمدة 16 أسبوع. تاقت شركة «أم. جي. أم» لجمع تريسي وهيبورن في فيلم جديد، فقررت فيلم حامي الشعلة (1942). هو لغز غامض يحمل رسالة دعائية حول خطر الفاشية، فرأت هيبورن أن الفيلم هو فرصة لتكوين رأي سياسي جدير بالاهتمام. لاقى الفيلم ملاحظات سلبية، ولكنه حقق نجاحًا ماليًا، وعزز من شهرة ظهور تريسي وهيبورن معًا. منذ فيلم امرأة من السنة، ارتبطت هيبورن بعلاقة رومانسية مع تريسي، وكرست نفسها لمساعدة النجم الذي عانى من الكحولية والأرق. نتيجة لذلك، تباطأت حياتها المهنية، وعملت في بقية العقد أقل مما عملته في الثلاثينيات وخاصة بعدم الظهور على خشبة المسرح مرة أخرى حتى 1950. كان الظهور الوحيد لها عام 1943، في «كاميو» لرفع الروح المعنوية في زمن الحرب وذلك في فيلم مرحلة باب المطعم، وكانت تمثل بمفردها. أخذت دور غير سوي في عام 1944 حينما لعبت دور فلاحة صينية في الدراما مرتفعة الميزانية- بذر التنين. تحمست هيبورن للفيلم، ولكنه قُبِل باستجابة فاترة، ووُصِفت هيبورن بأنها غير ملائمة للدور. اجتمعت هيبورن بعد ذلك مع تريسي في نسخة الفيلم المعدلة من مسرحية دون الحب (1945)، بعد رفضها للدور في «ريزورز ايدج» وذلك؛ لتدعم تريسي خلال عودته إلى برودواي. لاقى فيلم دون الحب ملاحظات سلبية، ولكن فيلم جديد لـ تريسي- هيبورن كان حدثًا كبيرًا وكان مشهورًا عند انطلاقه، محققًا رقمًا قياسيًا في بيع التذاكر طوال إجازة عيد الفصح 1945. كان «تيار تحتي» (1946) هو الفيلم التالي لهيبورن، فيلم نوار مع روبرت تايلور وروبرت متكوم، حيث تلقى ملاحظات سلبية. جاء فيلمها الرابع مع تريسي في عام 1947: دراما تدور أحداثها في الغرب الأمريكي القديم تحت عنوان بحرالعشب. ومثلما كان في حامي الشعلة، ودون الحب، فالاستجابة الفاترة من النقاد لم تمنعه من كونه نجاحًا ماليًا داخليًا وخارجيًا على حد سواء. وفي العام نفسه، قامت هيبورن بدور كلارا شومان في أغنية الحب. لقد تدربت بشكل مكثف مع عازف بيانو وذلك تحضيرًا للدور. وبانطلاقه في أكتوبر، تضررت الحياة المهنية لهيبورن بشكل واضح وذلك لتعارضها المُعلَن لتزايد الحركة المناهضة للشيوعية في هوليوود. رآها البعض بكونها تقدمية على نحو خطر، ولم يُعرَض عليها أي عمل لمدة تسعة أشهر، وعليه ألقى الناس بالأشياء على شاشات العرض لفيلم أغنية الحب. جاء دورها التالي على نحو غير متوقع، حيث وافقت على أن تحل محل كلوديت كولبير فقط قبل أيام من بدء تصوير الدراما السياسية حالة الاتحاد (1948) للمخرج فرانك كابرا. كان تريسي قد وقّع منذ فترة على لعب دور البطل؛ لذلك كانت هيبورن بالفعل على دراية بالسيناريو، وخطت بالفيلم الخامس مع تريسي. أشاد النقاد بصورة إيجابية للفيلم وأدى جيدًا في شباك التذاكر. ظهر تريسي وهيبورن معًا على الشاشة للعام الثالث على التوالي في فيلم عام 1949- ضلع آدم. فمثلما كان فيلم امرأة من السنة، كان هذا الفيلم كوميديا «معركة بين الجنسين»، وكُتِب خصيصًا لهذا الثُنائي من أصدقائهم جارسون كانين، وروث جوردون. قصة زوجين يعملان بالمحاماة يعارضان بعضهما البعض في المحكمة، وصفت هيبورن الفيلم بكونه «مثالي لـ [تريسي] ولي.» على الرغم من آرائها السياسية لا تزال تحث على الاعتصام المتناثر في المسارح حول البلد. كان فيلم ضلع آدم ضربة ناجحة، وتمت الإشادة إليه بشكل إيجابي، وكان الفيلم الأكثر ربحًا لـ تريسي هيبورن معًا حتى الآن. كان الناقد بوسلي تروثر من «النيويورك تايمز» ملئ بالتمجيد للفيلم، وأشاد للثنائي ب «الانسجام المثالي».

### التوسع المهني (1950-1952)

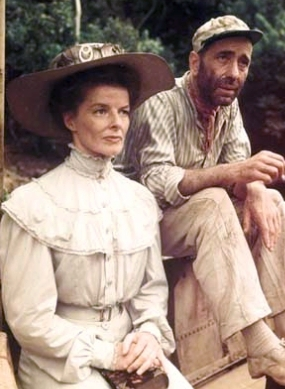
كانت هيبورن غالبًا ما تعمل في الخارج في فترة الخمسينيات، بداية من الملكة الأفريكية (1951) التي تم تصويرها في موقع في أفريقيا. فهذه الصورة هي صورة ترويج للفيلم مع النجم همفري بوجارت.

شهدت الخمسينيات من القرن الماضي قبول هيبورن لسلسلة من التحديات المهنية، وتوسعها إلى حد بعيد من أي نقطة في حياتها- في الوقت الذي بدأت معظم الممثلات الأخريات في التراجع. فيصف بيرج العِقد بأنه «محور تراثها الكبير» و «الفترة التي عادت حقًا إلى نفسها.»  في كانون الثاني/ يناير عام 1950، غامرت هيبورن إلى شكسبير، فلعبت دور روزاليند في «كما تحبها». أعربت عن أملها في أن تُثبت أنها يمكنها أن تلعب أدوار قد أُنشِئت بالفعل. وقالت «من الأفضل أن تُجرب شيئًا صعبًا وتفشل، على أن تلعبه وهو آمن في كل وقت.» افتُتِحت في مسرح كورت في نيويورك؛ لاستيعاب الجمهور وبيعت تقريبًا لـ148 عرضًا. واستمر العرض في مساره. اختلفت الآراء تجاه هيبورن، ولكن لوحظ أنها السيدة الوحيدة الرائدة في هوليوود التي أدت أدوار من العيار الثقيل على خشبة المسرح. في عام 1951، صوّرت هيبورن الملكة الأفريقية- أول فيلم لها في تكنيكولور. لعبت دور روز ساير- عانس مُبشرة متذمتة تعيش في ألمانيا شرق أفريقيا، أثناء اندلاع الحرب العالمية الأولى، مشاركة البطولة مع همفري بوجارت. صُوّر فيلم الملكة الأفريقية في الغالب في موقع في الكونغو البلجيكية، فكانت فرصة احتضنت هيبورن. ومع ذلك، أُثبِت أنه كان تجربة صعبة، وأصيبت هيبورن بمرض الزحار أثناء التصوير. في وقت لاحق في الحياة، أذنت بالنشر لمذكرات حول هذه التجربة. تم إطلاق الفيلم في نهاية عام 1951 إلى الدعم الشعبي والإشادة النقدية، وأعطى هيبورن الترشيح الخامس لأفضل ممثلة في حفل توزيع جوائز الأوسكار. كان هذا أول فيلم ناجح تقدمه دون مشاركة تريسي منذ فيلم قصة فيلادلفيا قبل عقد من الزمن، وأثبتت أنها قادرة على تحقيق نجاحًا كبيرًا من دونه، فأعادت تأسيس شعبيتها بالكامل. واصلت هيبورن لتصنع كوميديا الرياضة بات ومايك (1952)- الفيلم الثاني الذي كتبه كانين وجوردون خصيصًا؛ لكونه أداة لعلاقة تريسي- هيبورن. كانت رياضية متحمسة، ووصف كانين لاحقًا أن ذلك كان مصدر إلهامه للفيلم:«بينما كنتُ أشاهد كيت تلعب التنس ذات مرة... خطر ببالي أن جمهورها يفتقد متعة.» كانت هيبورن تحت ضغط لتنفيذ العديد من الألعاب الرياضية على مستوى عالٍ، فالكثير منها لم ينتهي في الفيلم. كان بات ومايك واحدًا من أفلام المشاركة الأكثر شعبية وإشادة نقدية، وكان أيضًا المفضّل الشخصي لدى هيبورن من بين التسع أفلام التي قدمتها مع تريسي. جلب لها أدائها ترشيحًا لجائزة جولدن جلوب لأفضل ممثلة- فيلم موسيقي أو كوميدي. في صيف عام 1952، ظهرت هيبورن في «ويست إند» في لندن لمدة عشرة أسابيع متواصلة في عرض المليونيرة لجورج برنارد شو. كان والداها قد قرأ لها شو عندما كانت طفلة، الأمر الذي جعل المسرحية تجربة خاصة للممثلة. أرهقها عامين من العمل المكثّف، ومع ذلك، كتبت صديقتها كونستانس كولير أن هيبورن كانت«على وشك الانهيار العصبي.» تمت الإشادة لمسرحية المليونيرة على نطاق واسع، وأُحضِرت إلى برودواي. في أكتوبر 1952، افتُتِحت في مسرح شوبرت التي على الرغم من الاستجابة النقدية الفاترة، بيعت لعشر أسابيع متواصلة. ومن ثَم، حاولت هيبورن تحويل المسرحية إلى فيلم: كتبت بريستون ستورجيس السيناريو، وعرضت هيبورن للعمل دون آجر، ودفع للمخرج بنفسها، ولكن لم تقبل أي شركة المشروع. أشارت في وقت لاحق، أن ذلك هو أكبر خيبة أمل في حياتها المهنية.

### العوانس وشكسبير (1953-1962)

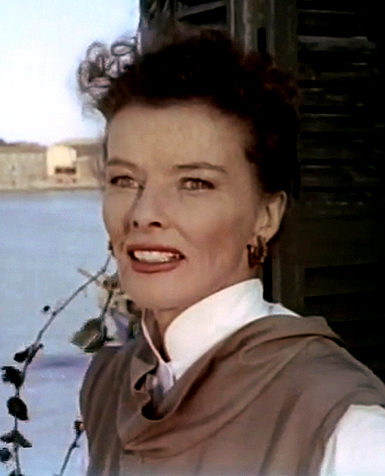
في الدراما الرومانسية فصل الصيف للمخرج ديفيد لين (1955)، جين هدسون واحدة من أدوار «العانس» الشهيرة التي لعبتها هيبورن في الخمسينيات.

أكملت هيبورن تعاقدها مع أم. جي. أم بفيلمها الأخير بات ومايك، مما أعطاها الحرية لاختيار أعمالها الخاصة. وأمضت عامين من الراحة والسفر قبل التزامها بالدراما الرومانسية «فصل الصيف» (1955) للمخرج ديفيد لين. تم تصوير الفيلم في البندقية، ولعبت هيبورن دور عانس وحيدة لديها علاقة حب عاطفية، ووصفته بكونه:«دور عاطفي جدًا» ووجدت أنه لمن الرائع العمل مع المخرج لين. وفي إصرارها، أدت هيبورن نزولًا للقناة وأصيبت بعدوى العين المزمنة نتيجة لذلك. أكسبها الدور ترشيحًا آخر لجائزة الأوسكار، وتمت الإشارة إليه بكونه بعضًا من خيرة عملها. قال لين في وقت لاحق أن الفيلم أفضل المفضلات الشخصية التي قام بها، وهيبورن هي الممثلة المُفَضَلة لديه. في العام التالي، قضت هيبورن ستة أشهر في جولة في أستراليا مع شركة مسرح أولدفيك، لاعبةً دور بورشيا في تاجر البندقية، وكيت في ترويض النمرة، وإيزابيلا في التدبير للتدبير. كانت الجولة ناجحة، ولاقت هيبورن استحسانًا كبيرًا على هذا المجهود. تلقت هيبورن ترشيحًا لجائزة الأوسكار للعام الثاني على التوالي لعملها أمام بيرت لانكستر في صانع المطر (1956). ومرة أخرى لعبت دور امرأة وحيدة مخولة بعلاقة غرامية. فأصبح لمن الواضح أن هيبورن وجدت مكانها في لعب أدوار «العوانس المتعطشة للحب» التي أُعجب بها النقاد والجمهور. قالت هيبورن عن لعبها لمثل هذه الأدوار«مع ليزي كاري في (صانع المطر)، وجين هدسون في (فصل الصيف)، وروزي ساير في (الملكة الأفريكية)- كنت ألعب شخصيتي. لم يكن من الصعب بالنسبة لي أن ألعب دور تلك السيدات، لأنني كنت عمة عذراء.»  نجاحًا أقل من ذلك العام جاء من «الثوب الحديدي» (1956) وهو إعادة صياغة من الكوميديا الكلاسيكية نينوتيكا، كان ذلك مع بوب هوب. لعبت هيبورن دور طيارة سوفيتية باردة القلب- الأداء الذي أطلق عليه بوسلي كروثر«رهيب.» خفق نقديًا وتجاريًا واعتبرته هيبورن أسوأ فيلم في سيرتها الذاتية. اتحد تريسي وهيبورن مرة أخرى على الشاشة لأول مرة منذ خمس سنوات في الكوميدية«ديسك ست» (1957). لاحظ بيرج كونه عمل مزيج من نجاحاتهم الكوميدية الرومانسية السابقة، وشخصية هيبورن العانس، ولكنه كان ضعفيًا في شباك التذاكر. في ذلك الصيف، عادت هيبورن إلى شكسبير وظهرت في ستراتفورد، كونيتيكت في مسرح شكسبير الأمريكي، فكررت دور بورشيا في «تاجر البندقية»، ولعبت دور بياتريس في «كثير من اللغط حول لا شيء»، واستُقبِلت العروض بشكل إيجابي.
بعد بُعدها عامين عن الشاشة، مثلت هيبورن في الفيلم المقتبس عن مسرحية تينيسي وليامز المثيرة للجدل «فجأة في الصيف الماضي» (1959) مع إليزابيث تايلور ومونتغومري كليفت. وقد صُور الفيلم في لندن، وكانت «تجربة بائسة بكل معنى الكلمة» بالنسبة لهيبورن. وتنازعت مع المخرج جوزيف مانكيفيتس أثناء التصوير، حتى صل النزاع إلى ذروته عندما بصقت عليه باشمئزاز. وحقق الفيلم نجاحًا ماليًا، وتجسيدها لدور العمة فيوليت فينابل رشحها لجائزة الاوسكارثمان مرات. كان وليامز راضيًا عن أدائها، وكتب: «كيت هي ممثلة الأحلام لأي كاتب مسرحي. فهي تجعل الحوار يبدو أحسن مما هو عليه بجمال أدائها الذي لا يُضاهى ووضوح القائها.» وعندما كتب مسرحية ليلة الإغوانا (1961)، كانت هيبورن في مخيلته، ولكن الممثلة بالرغم من الإطراء عليها، فقد شعرت بأن المسرحية لم تكن ملائمة لها ورفضت الدور الذي ذهب بعد ذلك إلي بيت ديفيس.
عادت هيبورن إلى ستراتفورد في صيف عام 1960 لتلعب دور فيولا في مسرحية الليلة الثانية عشرة أو كما تشاء ودور كليوباترا في مسرحية أنطونيو وكليوباترا. وكتبت جريدة "نيويورك بوست" عن دور كليوباترا: " هيبورن تقدم أداءًا متنوعا للغاية ... فهي مرة أو مرتين تؤيد التمثيل على غرار حركة مانييريزمو (أي الأسلوبية) التي كانت شائعة آنذاك ودائمًا سحر أدائها يجذب الناس ليشاهدونها." وكانت هيبورن نفسها فخورة بهذا الدور. ودورها في فيلم "رحلة يوم طويل في الليل" (1962) المقتبس عن مسرحية أوجين أونيل التي تحمل نفس الاسم قد أضاف الكثير إلى ذخيرتها الفنية. وكان إنتاج الفيلم ذو ميزانية منخفضة، ومثلت في الفيلم مقابل عُشر أجرها المقرر لها. وصفت هيبورن المسرحية بأنها "أعظم [مسرحية] أُنتجتها هذا البلد على الإطلاق " وتجسيدها لشخصية ماري تايرون مدمنة المورفين كان بمثابة الدور الأكثر تحديًا بالنسبة لأدوار المرأة في الدراما الأمريكية" وشعرت أن دورها هو أفضل عمل قدمته على شاشة في حياتها المهنية. وفيلم "رحلة يوم طويل في الليل" رشح هيبورن لجائزة الأوسكار وجائزة أفضل ممثلة في مهرجان كان السينمائي. ولا يزال دورها هذا واحدًا من أكثر أدوراها التي أشيد بها.

### النجاح في السنوات اللاحقة (1963-1970)
بعد الانتهاء من فيلم «رحلة يوم طويل في الليل»، وأخذت هيبورن فترة استراحة من مواصلة مسيرتها الفنية لتدواي سبنسر تريسي العليل. ولم تستأنف العمل مرة أخرى إلا عام 1967 في فيلم خمن من سيأتي للعشاء، وهذا كان فيلمها التاسع مع تريسي. وتناول الفيلم موضوع الزواج بين الأعراق ولعبت كاثرين هوتون، وهي ابنة أخت هيبورن دور ابنه هيبورن في الفيلم. وكان تريسي على شفير الموت في هذه الأثناء؛ لأنه كان يعاني من آثار أمراض القلب، وهوتون علقت في وقت لاحق أن خالتها كانت «متوترة للغاية» أثناء إنتاج الفيلم. توفي تريسي بعد 17 يومًا من تصوير المشهد الأخير له. «خمن من سيأتي للعشاء» كان بمثابة العودة المنتصرة لهيبورن والفيلم الأنجح تجاريًا آنذاك. فازت للمرة الثانية بجائزة أفضل ممثلة في حفل توزيع جوائز الأوسكار، بعد مرور 34 عامًا من فوزها بها للمرة الأولى. شعرت هيبورن أن الجائزة ليس لها فقط ، ولكنها أيضًا مُنحت تكريمًا لتريسي.
سرعان ما عادت هيبورن إلى التمثيل بعد وفاة تريسي؛ فهي اختارت أن تشغل نفسها كنوع من العلاج ضد الحزن. فقد تلقت العديد من السيناريوهات واختارت أن تلعب دور إليانور آكيتيان في فيلم الأسد في الشتاء (1968)، وهو دور وصفته ب «الرائع». وقرأت بشكل مكثف تحضيرًا للدور، والتي مثلت فيه أمام بيتر أوتول. وتم تصوير الفيلم في دير مونماجا في آرل، وهي تجربة أحبتها على الرغم من – وفقًا لما ذكره المخرج أنتوني هارفي- كثرة عوامل الخطر المعرضة لها طوال الوقت. جون راسل تايلور من جريدة التايمز أشار أن إليانور كان «دور... مسيرتها الفنية» وأنها أثبتت أنها «ممثلة كانت تنمو وتتطور ولاتزال تدهش المشاهدين بأعمالها.» رُشح الفيلم في جميع الفئات الرئيسية في حفل توزيع جوائز الأكاديمية، وللسنة الثانية على التوالي فازت هيبورن بجائزة الأوسكار لأفضل ممثلة (بالتقاسم مع باربرا سترايساند عن دورها في فيلم «الفتاة المرحة»). وكان هذا الدور، جنبًا إلى جنب مع أدائها في فيلم «خمن من سيأتي للعشاء» سببًا في فوزها بجائزة البافتا لأفضل ممثلة في دور رئيسي. وكان ظهورها التالي في فيلم «مجنونة شايو» (1969)، الذي صُور في مدينة نيس فورًا بعد الانتهاء من فيلم «الأسد في الشتاء». وباء الفيلم بالفشل علي المستوي المالي ومن حيث آراء النقاد أيضًا، واستهدفت الأراء هيبورن بسبب تقديمها أداءًا مضللًا.
في الفترة من كانون الأول/ ديسمبر 1969 إلى آب/أغسطس 1970، قدمت هيبورن عرضًا مسرحيًا موسيقيًا يعرف باسم «كوكو» على مسرح برودواي، وهذه المسرحية تتناول قصة حياة كوكو شانيل. واعترفت قبل العرض بأنها لم يسبق لها أن أكملت مشاهدة عرض مسرحي موسيقي. ولم تكن هيبورن مغنية قوية، ولكنها وجدت هذا العرض فرصة لا تقاوم، وكما يقول بيرغ، «ما فقدته في عذوبة الصوت عوضته بإصرارها وإقدامها». وتلقت الممثلة دروسًا لتحسين الصوت ست مرات أسبوعيًا استعدادًا لهذا العرض. كانت تتوترعند كل أداء، وتقول لنفسها «أتساءل ماذا كنت أفعل هناك بحق الجحيم.» وكانت الآراء بشأن الإنتاج متواضعة، ولكن هيبورن نفسها لاقت الإشادة وكانت المسرحية الموسيقية «كوكو» ذو شعبية جماهيرية، حتى أنه تم مد فترة عرض هذه المسرحية الموسيقية للضعف. وقالت هيبورن لاحقًا إن «كوكو» شاهدة على أول مرة أقرت فيها هيبورن بفكرة أن الجمهور لم يكن ضدها، ولكن يبدو فعلًا أنه أحبها. وحاز عملها هذا على ترشيح لجائزة توني لأفضل ممثلة في مسرحية موسيقية.

### السينما والتليفزيون والمسرح (1971-1983)

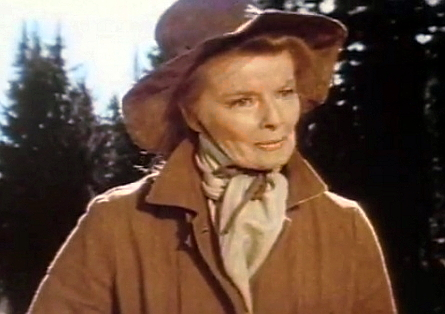
في فيلم روستر كوكبيرن (1975) الذي مثلت فيه مع جون وين

وظلت هيبورن تعمل بهمة طوال فترة السبيعينات من القرن الماضي، مركزة على الأدوارالتي وصفها أندرو بريتون بأنها «إما أم حادة الطباع أو سيدة مسنة غريبة الأطوار تعيش [بمفردها]». أولًا سافرت إلى إسبانيا لتصوير فيلم مقتبس عن مسرحية يوربيديس «نساء طروادة» (1971) جنبًا إلى جنبًا مع فانيسا رديغريف. عندما سئلت لماذا عن سبب أخذها للدور، أجابت أنها تريد أن توسع نطاقها وتحاول تجربة كل شيء ما دام لديها الوقت. ولاقي الفيلم استقبالًا فاترًا، ولكن دائرة كانساس سيتي لنقاد السينما حددوا لأداء هيبورن جائزة أفضل ممثلة في تلك السنة. وفي عام 1971 وقّعت لتقوم ببطولة فيلم مقتبس عن رواية غراهام غرين «رحلات مع خالتي»، ولكنها لم تكن راضية عن النسخ الأولية للسيناريو واضطلعت بمهمة إعادة كتابته بنفسها. ولم تعجب شركة الإنتاج تعديلاتها للسيناريو، لذا تخلت هيبورن عن مشروع هذا الفيلم وذهب هذا الدور لماجي سميث. وكان فيلمها المقبل هو «توازن دقيق»(1973) المقتبس عن مسرحية إدوارد ألبي التي تحمل نفس الاسم، والفيلم من إخراج توني ريتشاردسون، ولم يتم نشر الفيلم على نطاق واسع، وبشكل عام فإن الفيلم تلقى تقييمات نقدية سلبية.
في عام 1973، تجرأت هيبورن على اقتحام عالم التليفزيون لأول مرة، وقامت ببطولة الفيلم التليفزنوني ذا جلاس ميناجيري من إنتاج تينيسي وليامز . وقد كانت قلقة من التليفزيون ولكن ثبُت أن ذلك العمل كان واحدًا من الأحداث التليفزيونية الرئيسية لذلك العام، محققًا نسبة عالية على تقديرات نيلسن تلقت هيبورن ترشيحًا لجائزة إيمي للعب دور الأم الجنوبية الحزينة المشتاقة أماندا وينغفيلد، مما فتح عقلها للعمل مستقبلًا على الشاشة الصغيرة، وكان مشروعها المقبل هو الفيلم التليفزيوني الحب بين الاطلال (1975)، وتدور أحداث الفيلم في لندن في العصر الإدواردي بمشاركة صديقها لورنس أوليفيه. لاقى الفيلم تقييمات نقدية إيجابية وتقييمات عالية، وجعل هيبورن تفوز بجائزة إيمي الوحيدة لها.
المرة الوحيدة التي ظهرت فيها هيبورن في حفل توزيع جوائز الأوسكار في عام 1974 كانت لتقديم جائزة إيرفينغ جي. ثالبيرغ التذكارية للورانس واينغارتن. واستُقبلت بتصفيق حار مع وقوف الجمهور لها، وقالت للجمهور مازحة، «أنا سعيدة جدًا لأني لم أسمع أحدًا يصيح قائلًا ‘إنها مسألة وقت‘». وفي العام التالي، مثلت مع جون وين في فيلم وسترن (أي يتناول الحياة في الغرب الأمريكي) بعنوان روستر كوكبيرن، وهو تتمة لفيلم جون وين الحصى الحقيقي الحائز على جايزة الأوسكار. وعلى غرار دورها في فيلم المكلة الإفريقية عندما جسدت شخصية روز ساير، فقد لعبت هيبورن مجددًا دور العانس شديدة التدين التي تتحد مع شخص منعزل للأخذ بالثأر لمقتل أحد أفراد العائلة. تلقى الفيلم تقييمات نقدية متواضعة. كان طاقم الممثلين سببًا كافيًا لجذب بعض الجماهير إلى شباك التذاكر، لكنه لم يحقق توقعات شركة الإنتاج ولم يحقق سوى نجاح متواضع.
في عام 1976، عادت هيبورن إلى برودواي لتقديم عرض مسرحية مسألة جاذبية لمدة ثلاثة أشهر. واعتُبر دور السيدة باسيل غريبة الأطوار عرضًا مثاليًا للممثلة، ونالت المسرحية شهرة شعبية بالرغم من التقييمات النقدية السلبية. وبعد ذلك عُرضت المسرحية في عدة مناطق خلال جولة وطنية موفقة. وأثناء عرض المسرحية بلوس أنجلوس، كُسر مفصل فخذ هيبورن، ولكنها اختارت أن تستمر الجولة وتمثل على كرسي متحرك. في ذلك العام، اختيرت لتكون «ممثلة الأفلام السينمائية المفضلة» من قبل جوائز بيبول تشويس. بعد بُعدها ثلاث سنوات عن الشاشة، قامت هيبورن ببطولة فيلم أولي، أولي أوكسن فري (1978). وكان فيلم المغامرة الكوميدي هذا واحدًا من أكثر الأفلام إخفاقًا في مسيرتها الفنية، وكاتب السيناريو جيمس بريدو، الذي عمل مع هيبورن، كتب لاحقًا أن هذا الفيلم «مات في لحظة ميلاد صدوره» وأشار إلي فيلمها بوصفه «الفيلم الخاسر». زعمت هيبورن أن السبب الرئيسي وراء قيامها بذلك هو فرصتها لركوب منطاد الهواء الساخن. وكان عملها التالي هو الفيلم التليفزيوني الذرة خضراء (1979) الذي صُور في ويلز. وكان هذا آخر فيلم في قائمة الأفلام العشرالتي مثلتها هيبورن مع جورج كوكور، وجعلها هذا الفيلم تترشح للمرة الثالثة لجائزة إيمي.
وبحلول الثمانينيات من القرن الماضي، ازادات الرعشة عند هيبورن بشكل ملحوظ ، مما أدى إلى اهتزاز رأسها بشكل دائم. ولم تعمل لمدة عامين، قائلة في مقابلة تلفزيونية «وأخيرًا فقد أتيحت لي لفرصة لأن أسمح للأطفال بأن يتباروا وأن أتحمل هذا الأمر حتى النهاية .» وأثناء هذه الفترة شاهدت هيبورن إنتاج برودواي لمسرحية على البركة الذهبية، وأنبهرت بتجسيد المسرحية لصورة زوجين مسنين يتصديان لصعوبات الشيخوخة. واشترت جين فوندا من أجل والدها الممثل هنري فوندا حقوق نسخ المسرحية لعمل نسخة سينمائية منها، وسعت هيبورن لأن تلعب أمامه دور شخصية إثيل ثاير غريبة الأطوار. حقق على البركة الذهبية نجاحًا، فقد كان ثاني أعلى الأفلام دخلًا في عام 1981. وأظهر الفيلم مدى حيوية هيبورن البالغة من العمر 74 عامًا، فقد غاصت بكامل ملابسها في بحيرة سكوام، وقدمت أداءًا غنائيًا ينبض بالحياة. وجعلها الفيلم تفوز بجائزة الأكاديمية البريطانية للأفلام للمرة الثانية وجعلها تحقق رقمًا قياسيًا في تلقي جوائز الأوسكار؛ حيث أن هذا الفيلم جعلها تحصل على جائزة الأوسكار للمرة الرابعة. هومر ديكنز، في كتابه عن هيبورن، يشير إلي أن هذا الفوز اعتُبر إلى حد بعيد فوزًا عاطفيًأ، «تكريمًا لمسيرتها الفنية الصامدة».
عادت هيبورن أيضًا إلى خشبة المسرح في عام 1981. وتلقت ترشيح لجائزة توني للمرة الثانية لتجسيدها في مسرحية ذا ويست سايد والتز صورة أرملة في العقد السابع من عمرها تملك الحماس للاستمتاع بالحياة. علقت مجلة فاريتي أن الدور كان يمثل «صورة واضحة ومقبولة تمامًا للصورة العامة ل[هيبورن] نفسها». كتب والتر كير من صحيفة نيويورك تايمز عن هيبورن وأدائها: «شيء واحد ملغز تعلمت أن تفعله وهو بعث حياة غير قابلة للمنازلة في سطور هامدة». وأعربت عن أملها في أن تصنع فيلمًا من الإنتاج، ولكن لم يشتر أحدًا الحقوق. ترسخت سمعة هيبورن باعتبارها واحدة من أفضل الممثلين المحبوببين بأمريكا في هذه الفترة، واختيرت لتكون الممثلة السينمايئة المفضلة في استطلاع أجرته مجلة بيبول وفازت مرة أخرى بجائزة الشعبية (popularity award)من جوائز بيبول تشويس.

### التركيز على التليفزيون (1984-1994)
في عام 1984، قامت هيبورن ببطولة فيلم الكوميديا السوداء غريس كويغلي، الذي يحكي قصة امرأة عجوز تجند قاتل محترف (نيك نولتي) ليقتلها. وجدت هيبورن حسًا فكاهيًا في هذا الموضوع المَرضيّ غير السوي الذي تتناوله أحداث الفيلم، ولكن التقييمات النقدية كانت سلبية وكانت إيرادات شباك التذاكر قليلة. في عام 1985، قدمت هيبورن فيلمًا وثائقيًا تلفزيونيًا عن حياة سبنسر تريسي ومسيرته الفنية. وكانت معظم أدوار هيبورن منذ ذلك الحين في الأفلام التليفزيونية، والتي لم تحظ بمديح النقاد الذين طالما أشادوا بالأعمالها السابقة في التليفزيون، ولكنها ظلت محتفظة بشعبيتها لدى الجماهير. مع كل صدور لفيلم، كانت هيبورن تعلن أنه سيكون أخر ظهور لها على الشاشة، ولكنها استمرت في القيام بأدوار جديدة. حصلت على ترشيح لجائزة إيمي عن فيلمها السيدة ديلافيلد تريد أن تتزوج الصادر عام 1986، ثم بعد ذلك بعامين، عادت للكوميديا في فيلم نامت لورا لانسينغ هنا، والذي أتاح لها أن تمثل مع حفيدة قريبتها، سكايلر غرانت.
في عام 1991، أذنت هيبورن بنشر سيرتها الذاتية، أنا: قصص حياتي، والتي تصدرت قوائم الكتب الأكثر مبيعًا لأكثر من عام. عادت إلى شاشات التليفزيون في عام 1992 بفيلم ذا مان آبستيرز، وشاركها البطولة رايان أونيل، وكان هذا الفيلم سببًا في ترشيحها لنيل جائزة غولدن غلوب. في عام 1994، مثلت أمام أنتوني كوين في فيلم هذا لا يمكن أن يكون حبًا، والذي استمدّ كثيرًا من حياة هيبورن الخاصة بالمزج بإشارات عديدة إلى شخصيتها ومسيرتها الفنية. وقد وصفت تلك الأدوار الأخيرة بأنها «نسخة خيالية من شخصية كيت هيبورن المعروفة عادة بأنها مفمعة بالحيوية»، وقد علق النقاد أن هيبورن كان تلعب في الأساس دور شخصيتها نفسها.
كان أخر ظهور لهيبورن في السينما في فيلم علاقة غرامية (1994)، وكان هذا أول فيلم تعود به بعد غياب عن السينما دام عشر سنوات منذ صدور فيلمها غريس كويغلي. عندما كان عمرها 86 سنة، لعبت دورًا مساندًا جنبًا إلى جنب مع آنيت بنينغ ووارن بيتي. وكان الفيلم الوحيد خلال مسيرة هيبورن الفنية مهنة – بخلاف ظهورها القصير في فيلم ستيدج دور كانتين، والتي لم تلعب فيه دور البطولة. وأشار روجر إيبرت إلى أنها كانت المرة الأولى التي بدت فيها هيبورن واهنة القوى، إلا أنها مازالت تحتفظ ب «الروح الرائعة» وقال إن مشاهدها «تخطف كامل انتباه الجمهور». قدمت صحيفة نيويورك تايمز ملاحظات مماثلة عند التأمل في ظهور الأخير على الشاشة الكبيرة للممثلة ، مشيرًة إلى أنها «إذا كانت هيبورن تتحرك بصورة أبطأ من ذي قبل، فإن روحها مازالت مقدامة وعصرية كالمعتاد». وصورت هيبورن دورها الأخير في الفيلم التليفزيون وان كريسماس (1994)، والتي جعلها تحصل على ترشيح لجائزة نقابة ممثلي الشاشة وهي تبلغ 87 عامًا من العمر.

## الحياة الشخصية

### الصورة العامة والشخصية
| كاثرين هيبورن | أبدو للناس غريبة بطريقة أو بآخر، على الرغم من أنني لا أفهم تمامًا لماذا.وبالطبع، فأنا ذات وجه نحيل، وجسم نحيل، وأفترض أني ذات شخصية صارمة تصدم الناس. | كاثرين هيبورن |

| كاثرين هيبورن | أنا هوية ذاتية وكذلك ممثلة. أرني ممثلة ليست لها هوية ذاتية وعليك أن تريني امرأة ليست نجمة. | كاثرين هيبورن |

- هيبورن معلقة على شخصيتها.
كان معروفًا عن هيبورن حبها للخصوصية بشدة ، ولم تُجري مقابلات أو تتحدث للجماهير في معظم مسيرتها الفنية. ونأت بنفسها عن نمط حياة المشاهير؛ غير مكترثة بالمشهد الاجتماعي رأته مملًأ وسطحيًا، وارتدت الملابس الكاجوال التي كانت ضد تيار تقاليد عصر سمته التألق. ونادرًا ما كانت تظهر في الأماكن العامة، حتى إنها تجنبت المطاعم، وذات مرة انتزعت الكاميرا من يد مصور عندما أخذ لها صورة دون إذنها. وعلى الرغم من تعصبها لفكرة الخصوصية، قالت إنها تستمتع بشهرتها، واعترفت في وقت لاحق أنها لم تكن ليحب أن تتجاهلها الصحافة تمامًا وبدأت تتخلي عن موقفها التحفظي عندما تقدم بها العمر. بدءًا من مقابلة استمرت ساعتين في برنامج «ذا ديك كافيت شو» في عام 1973، وأصبحت هيبورن أكتر انفتاحًا مع الجمهور.
وكثيرًا ما يُستشهد في السير الذاتية بنشاط هيبورن الذي لا يكل وبحماسها للحياة، في حين أصبحت رغبتها العنيدة باستقلالها عنصرًا رئيسيًا لنجوميتها  هذه الثقة بالنفس عنت أنها يمكن أن تكون مسيطرة وصعبة المراس، وكانت صديقتها غارسون كانين تشبهها بناظرة المدرسة، علقت كاثرين هوتون أن خالتها يمكن أن تكون «معتدة بنفسها بجنون ومتسلطة». واعترفت هيبورن، لا سيما في حياتها المبكرة قائلة: «أنا أحب نفسي نفسي نفسي». وكانت ترى نفسها ذات سجية سعيدة؛ مبررة «أنا أحب الحياة ولقد كنت محظوظة جدًا، فلماذا لا أكون سعيدة؟» عرفها آيه. سكوت بيرغ هيبورن جيدًا في سنواتها الأخيرة، وقال عنها أنها برغم من كونها شخصية ليست متساهلة، فإنها احتفظت بشعور من التواضع والإنسانية.
وعاشت الممثلة حياة منعزلة مفعمة بالنشاط، فقد ورد أنها تمارس السباحة وتلعب التنس كل صباح. في الثمانينيات من عمرها كانت لا تزال تلعب التنس بشكل منتظم، كما هو مشار إليه في فيلمها الوثائقي الصادر عام 1993 «كل شيء عني». كما أنها استمعت بالرسم، التي أصبح لاحقًا شغفًا في حياتها. وعندما سأل أحد المحاورين هيبورن عن السياسة، قالت: «أنا دائما أقول فقط اتخذ جانب الإيجابيين ممن يقولون نعم وكن مع الجانب الليبرالي. ولا تتخذ جانب السلبيين ممن يقولون ‘لا‘». دفعت حالة هستيريا معاداة الشيوعية السائدة في هوليوود في أربعينيات القرن الماضي هيبورن إلى النشاط السياسي، وذكر اسمها في جلسات استماع للجنة House Un-American Activities Committee  وذلك على الرغم من إنكار هيبورن أنها متعاطفة مع الشيوعية. وفي وقت لاحق في حياتها، عضدت علنًا تحديد النسل ودعمت الإجهاض. وطبقت عمليًا نظرية «تقديس الحياة» لألبرت شفايتزر، ولكنها لا تؤمن بدين أوبالآخرة. في عام 1991، صرحت هيبورن لصحفي قائلة: «أنا ملحدة، وهذا كل شيء. وأؤمن أنه لا يوجد شيء نعرفه سوى أننا يجب أن نكون رحماء ببعضنا البعض ونفعل ما بوسعنا من أجل الآخرين». وتصريحات العلنية لهذه المباديء دفعت الجمعية الإنسانية الأمريكية لمنحها جائزة American Humanist Association في عام 1985.

### العلاقات
كان زوج هيبورن الوحيد هو لودلو أوغدن سميث، وهو هو رجل أعمال بارز في المجمتع من فيلادلفيا التقت به عندما كانت طالبة في كلية برين ماور. تزوجا في 12 كانون الأول/ ديسمبر 1928، عندما كان عمرها 21 عامًا وكان عمره 29 عامًا. جعلت هيبورن سميث أن يغيير اسمه إلى إس. أوغدن دلو حتى لا تعرف باسم «كيت سميث»، والذي كانت تعتبره اسمًا عاديًا جدًا. ولم تلتزم قط التزامًا كاملًا بمسئوليات الزواج وأعطت الأولوية لحياتها الفنية. والانتقال إلى هوليوود في عام 1932 زود التباعد بين الزوجين، في عام 1934، سافرت إلى المكسيك للحصول على طلاق سريع.(وذلك لأن إجراءات الطلاق في المكسيك تتم بشكل أسهل). وكثيرًا ما تعبر هيبورن عن امتنانها تجاه سميث لدعمه المادي والمعنوي لها في بدايات مسيرتها الفنية، وفي سيرتها الذاتية أطلقت على نفسها اسم «الجشعة المريعة» لاستغلالها حبه لها. وظل الاثنان أصدقاء حتى وفاته في عام 1979.
وبعد فترة وجيزة من الانتقال إلى كاليفورنيا، بدأت هيبورن علاقة مع وكيلها ليلاند هايوارد، على الرغم من كون الاثنين متزوجين. طلب هايوارد يد الممثلة للزواج بمجرد وقوع طلاق لكليهما، ولكنها رفضت موضحة في وقت لاحق: «أنا أحب فكرة أن أكون نفسي العزباء». ودامت هذه العلاقة لمدة أربع سنوات. في عام 1936، عندما كانت تقدم عرضًا مسرحيًا مقتبسًا عن رواية جين إير أثناء رحلتها إلى الشرق، بدأت هيبورن علاقة مع رجل الأعمال هاوارد هيوز. التقيا للمرة الأولى حينما كانت هيبورن تصور فيلم سيلفيا سكارليت، عندما قُدما لبعضهما البعض من قبل صديقهما المشترك كاري غرانت. تمنى هيوز أن يتزوجها، وأوردت صحف التابليود أخبارًا بشأن تحضيرات عرسهما الوشيك، ولكن في ذلك الوقت كانت هيبورن مركزة تمام التركيز على إحياء النبضات في قلب فنها الذي أصابه الضعف . وانفصلا في عام 1938 عندما غادرت هيبورن هوليوود بعد أن وُصفت بأنها «سم شباك التذاكر».
تمسكت هيبورن بقرارها بعدم الزواج مرة أخرى، واتخذت خيارها الواعي بعدم إنجاب أطفال. وآمنت هيبورن أن الأمومة يجب أن تكون التزامًا يقتضي بتخصيص كل الوقت للأطفال، وقالت إنها ليست مستعدة لمثل هذا الالتزام . وقالت لبيرغ: «كنت لأصير أمًا فظيعة», «وذلك لأنني في الأساس إنسان جد أناني». وشعرت أنها مرت بتجربة الأمومة جزئيًا من خلال أشقائها الأصغر منها بكثير مما أشبع أي حاجة لها لأن تنجب هي نفسها أطفالًا.

### سبنسر تريسي

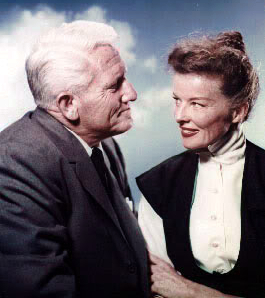
جمعت هيبورن والممثل سبنسر تريسي علاقة دامت 26 عامًا، على الرغم من انه لم يطلق زوجته أبدًا. صورة ترويجية لفيلم ديسك سيت (1957)

كانت العلاقة الأكثر أهمية في حياة هيبورن هي علاقتها مع سبنسر تريسي. كتبت في سيرتها الذاتية: «لقد كان شعورًا فريدًا ما أحسه تجاه [تريسي]. كنت لأفعل أي شيء لأجله.» وصديقتها المقربة لورين باكال كتبت في وقت لاحق كيف كانت هيبورن «عمياء» في حب هذا الممثل. وذاعت أخبار تلك العلاقة إعلاميًا بشكل واسع، وغالبًا ما يُستشهد بها على أنها واحدة من قصص حب هوليوود الأسطورية. ظل تريسي متزوج طوال فترة علاقتهما. على الرغم من أنه وزوجته لويز كانوا يعيشون حياة منفصلة منذ الثلاثينيات من القرن الماضي، لم يكن هناك انفصال لرسمي ولم يسع أي من الطرفين للطلاق. لم تتدخل هيبورن في هذا الشأن، ولم تحارب من أجل الزواج.
مع تصميم تريسي على إخفاء علاقته مع هيبورن عن زوجته، كان علي هذه العلاقة أن تبقى سرية. كانوا حرصين على عدم الظهور معًا في العلن، والإبقاء على وجود مساكن منفصلة  وكان تريسي مدمنًا على الكحول وكان محبطًا معظم الوقت. وصفته هيبورن بأنه «معذّب»، وكرست نفسها لتجعل حياته أسهل. وأورد الأشخاص الذين رأوهم معًا كيف يتغير سلوك هيبورن بأكمله عند تكون برفقة تريسي. وهيبورن دللته وأطاعته، وأصبح تريسي يعتمد عليها اعتمادًا كبيرًا. قضوا فترات من الوقت بعيدًا عن بعضهما البعض بسبب عملهم، ولا سيما في فترة الخمسينيات من القرن الماضي عندما كانت هيبورن تسافر كثيرًا إلى الخارج من أجل الوفاء بالالتزامات المهنية.
تراجعت حالة تريسي الصحية بشكل ملحوظ في السيتينات من القرن الماضي، وانقطعت هيبورن عن مسيرتها الفنية لمدة خمس سنوات لترعاه. انتقلت هيبورن إلى منزل تريسي خلال هذه الفترة، وكان معه عند وفاته في يوم 10حزيران /يونيو، 1967. من باب الاعتبار لأسرة تريسي، فإن هيبورن لم تحضر جنازته. إلا أنه فقط بعد وفاة لويز تريسي في عام 1983، بدأت هيبورن تتحدث علنًا عن مشاعرها تجاه الممثل الذي شاركها كثير من أدوراها. وردًا على سؤال «لماذا بقيت مع تريسي لفترة طويلة، على الرغم من طبيعة العلاقة بينهما»، وقالت: «أنا بصراحة لا أعرف. لا أستطيع إلا أن أقول إنني لا يمكن أبدًا أن أتركه». ادعت أنها لا تعرف شعوره نحوها ، وأنه «فقط مر سبعة وعشرين عامًا [كذا] معًا كانوا بالنسبة لي النعيم المطلق».

### السنوات الأخيرة والوفاة

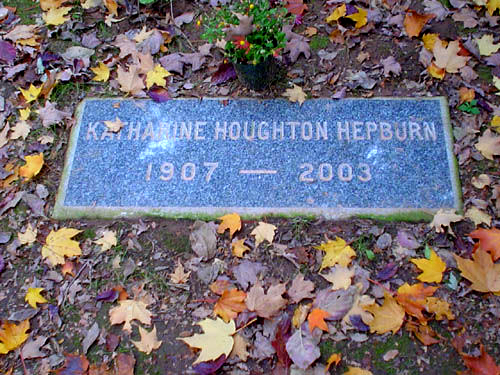
ضريح كاثرين هيبورن

صرحت هيبورن في الثمانينيات من عمرها أنها: «ليس لدي أي خوف من الموت. فهو يجب أن يكون رائع مثل النوم لمدة طويلة.»  بدأت صحتها تتدهور بعد فترة قصيرة من ظهورها الأخير على الشاشة. في شتاء عام 1996 دخلت المستشفى لإصابتها بالتهاب رئوي. وبحلول عام 1997 فقد أصبحت جد ضعيفة ، كانت تتحدث وتأكل قليًلا جدًا، وكان يُخشى من أنها سوف تموت. وظهرت عليها أعراض الخرف في سنواتها الأخيرة. في أيار/مايو 2003، عُثر على ورم شرس في رقبتها، واتُخذ قرار بعدم التدخل طبيًا، وتُوفيت في 29 حزيران/ يونيو 2003 في منزل عائلة هيبورن في فينويك بكونيتيكت. وكان عمرها 96 عامًا ودُفنت في «مقبرة سيدار هيل» في هارتفورد. وطلبت هيبورن أن لا يُقام لها حفل تأبين.
استرعى خبر موت هيبورن انتباه الرأي العام بصورة كبيرة. وعرضت العديد من خطابات التقريظ على شاشات التليفزيون، واكتظت الصحف والمجلات بالمسائل التي تتعلق بهذه الممثلة. وقال الرئيس الأمريكي جورج دبليو بوش أن هيبورن «سيتذكرها الناس باعتبارها أحد الكنوز الفنية في البلاد». تكريمًا لأعمالها المسرحية واسعة النطاق، فقد خُفتت أضواء مسرح برودواي بداية من مساء يوم 1 تموز/ يوليو، 2003. في عام 2004، وفقًا لرغبات هيبورن، وضُعت ممتلكاتها للبيع بالمزاد في صالة سوذبيز للمزادات في نيويورك. وكان حصاد هذا الحدث مبلغًا قدره 5.8 مليون دولارًا، والتي قد أوصت هيبورن بأن يذهب لعائلتها.

## الأداء: تقنية وتحليل
ووفقا للتقارير، لم تكن هيبورن ممثلة بالفطرة. أحبت دراسة النص والشخصية بعناية قبل البدء في العمل، مع تأكدها أنها تعرف كل ما يتعلق بالنص والشخصية بدقة، ثم كانت تتمرن قدر الإمكان وتصور نفس المشهد عدة مرات. وبدافع حبها الصادق للمثابرة والإتقان، كانت تلتزم التزامًا شديدًا بكل دور تؤديه. وأصرت على تعلم أي مهارات لازمة وكانت تؤدي الأدوار الخطرة بنفسها. وكانت معروفة بأنها لم تكن فقط تدرس سطورها، بل إنها كانت تدرس سطور شركائها في التمثيل. وتعليقًا على تحفزها للعمل، قال ستانلي كرامر عنها: «العمل، العمل، العمل، هي يمكن أن تعمل حتى يسقط الجميع.» شاركت هيبورن في إنتاج كل أفلامها، وقدمت اقتراحات للسيناريو وتصرح برأيها عن كل شيء بدءا من الأزياء إلى الإضاءة وحتى أعمال التصوير.
الشخصيات التي جسدتها هيبورن- مع بعض الاستثناءات القليلة جدًا- كانت لثريات أذكياء، وغالبًا قويات ومستقلات. تميل هذه الشخصيات الصارمة إلى أن تذُل بشكل أو بآخر ويُكشفت نقطة ضعف خفية. وصف غارسون كانين ما أطلق عليه «معادلة نجاح هيبورن: فتاة من الطبقة الراقية أو فتاة متعالية...يتم جلب الفتاة إلي أرض الواقع عن طريق شاب واقعي عملي أو من قبل شخص ضئيل الثقافة... أو بفعل وضع كارثي. ويبدو أن هذه المعادلة قد أثبتت نجاحها مرارًا وتكرارًا.» ونتيجة لتكرار قالب الشخصيات التي تتغير في نهاية الأحداث، يرى بريتون أن هيبورن تجسد «التناقضات» في «طبيعة ووضع المرأة»، وذلك كما هو الحال في النساء القويات التي تصورهم هيبورن بأنهم في نهاية المطاف «عادوا إلي وضع آمن في إطار الوضع الراهن». قد علقت الناقدة السينمائية مولي هاسكل على أهمية مايضفيه تجسيد هيبورن لهذه الشخصيات لمسيرتها الفنية: مع الطلعة المخيفة، كان من الضروري أن شخصياتها «تقوم بنوع من الازدراء الذاتي، لتظل مع الجانب الحنيف من الجمهور.»
تعد هيبورن واحدة من الممثلات الأكثر شهرة في أمريكا، لكنها قد تعرضت للانتقاد لقلة تنوع أدوارها. شخصيتها على الشاشة تطابق شخصيتها الحقيقة إلى حد، وهذا الأمر اعترفت به هيبورن نفسها. في عام 1991 قالت هيبورن لصحفي «أعتقد أنني دائمًا لي نفس الشخصية . فالطالما كنت شخصية واضحة جدًا وأحبب الأعمال التي تظهر تلك الشخصية». الكاتب المسرحي والمؤلف ديفيد ماكريري قد قال:«تصور كاثرين هيبورن في كل فيلم مثلت فيه واسأل نفسك لو أنها لا تلعب - في الأساس- الدور نفسه مرارًا وتكرارًا ... سواء لشخصية أيقونية أو غير أيقونية، فدعونا لا نخلط بين امرأة رائعة حقًا وفريدة وممثلة بارعة». والانتقاد آخر متكرر موجه لها هو أن سلوكها كان جافًا جدًا.

## تراث

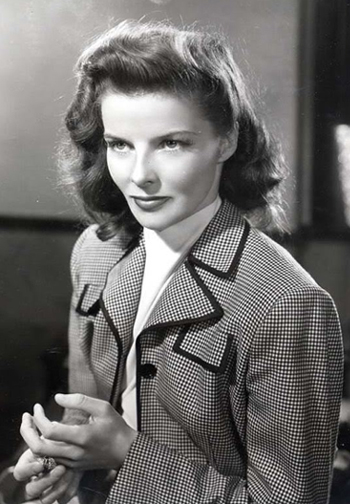
هيبورن، بنمط حياتها غير التقليدية وبتأييدها للنساء المستقلات التي لعبت دورهم على الشاشة (مثل شخصية تيس هاردينغ في فيلم سيدة العام، الموجودة في هذه الصورة)، مثلت المرأة المتحررة في القرن العشرين بأمريكا.

وتعتبر هيبورن شخصية مهمة وحضارية مؤثرة. روس هورتون وسالي سيمونز ضمّنوها في كتابهم نساء غيَّرنَ العالم الذي يكرم خمسين امرأة ساعدن في تشكيل تاريخ العالم والثقافة. وتم إدراج اسمها أيضًا في قائمة موسوعة بريتانيكا «300 امرأة غيَّرنَ العالم»، وفي كتاب المئة مرأة الأكثر أهمية في القرن 20 الذي أصدرته مجلة ليديز هوم جيرنال، وفي قائمة مجلة فاريتي «مئة شخصية أيقونية في القرن»، وهي رقم 84 في قائمة VH1 ل «أعظم مئتي أيقونة للثقافة الشعبية في كل العصور». في عام 1999، اختار معهد الفيلم الأمريكي هيبورن لتكون في قائمة «أفضل أساطير الشاشة الأمريكية» من الإناث.
وفيما يتعلق بتراث هيبورن من الأفلام، قال المذيع شيريدان مورلي أنها «أخرجت نفسها من قالب» النساء السائد آنذاك في هوليوود، حيث أنها جلبت سلالة جديدة من النساء قويات الإرادة إلى الشاشة. كتب أندرو بريتون دارسة سينمائية حول هيبورن تبحث «وجودها الرئيسي ضمن هوليوود الكلاسيكية، الذي يراه ثابتًا، ومن المحتمل أن يمثل نوعًا من الاضطراب الجذري»، كما سلطت الدراسة الضوء على يبرز تأثير هيبرون «المركزي» في طرح القضايا النسوية على الشاشة. وقد ادعت ماريان باسدا دايدوردو أن أدوار هيبورن تعزز «الحزم بشأن رؤية جديدة للمرأة».
خارج الشاشة، عاشت هيبورن بطريقة توضح أن لديها أفكار سابقة لعصرها الحالي؛ وبالتالي فهي جاءت لترمز إلى «المرأة العصرية» ولعبت دورًا في تغيير النظرة تجاه الدور الاجتماعي للمرأة. هورتون وسيمونز كتبا عنها:«هيبورن الواثقة، والذكية، وسريعة البديهة، والحائزة على أربع جوائز أوسكار تحدت التقاليد طوال حياتها الفنية والشخصية ... قدمت هيبورن صورة لامرأة حازمة يمكن [للنساء] أن يشاهدوها ويتعلموا منها». بعد وفاة هيبورن، صرح المؤرخ السينمائي جانين باسنجر أن «ما قدمته هيبورن لنا هو نوع جديد من البطلات- بطلة عصرية ومستقلة -. وكانت جميلة، ولكنها لم تعتمد على جمالها.» وكتبت الصحفية ماري ماكنمارا من صحافة الترفيه، والناقدة الأدبية التي تعمل بصحيفة لوس أنجلوس تايمز عن هيبورن أنها تمثل، «أكثر من نجمة سينمائية، فهي بمثابة القديسة الشفيعة للمرأة الأمريكية المستقلة». ولم تُبجل عالميًا من قبل الناشطات النسويات، اللواتي - بالرغم من ذلك - كن غاضبات من تصريحاتها العلنية لها بأن النساء «لا يمكنهن أن يحصلن على كل شيء»، أي العائلة والعمل.
إرث هيبورن امتد إلى عالم الأزياء، حيث كانت من أوائل من ارتدوا سروالًا في العصر الذي اعتبر قيام المرأة بذلك عملًا ثوريًا. وأسهمت في أن تجعل ارتداء السراويل مقبولًا للنساء، حيث بدأ جمهورها بتقليد ملابسها. في عام 1986, حصلت على جائزة الإنجاز مدى الحياة من مجلس مصممي الأزياء في أمريكا تقديرًا للدور الذي لعبته في عالم الأزياء النسائية.
قد أصبح عدد من أفلام هيبورن من كلاسيكيات السينما الأميركية، وتضم قائمة معهد الفيلم الأمريكي 100 عام و100 فيلم أربعة من أفلامها وهم: (الملكة الإفريقية، قصة فيلادلفيا، تنشئة طفل، وخمن من سيأتي للعشاء). وأدرج فيلمي ضلع آدم وسيدة العام في قائمة AFI لأعظم الأعمال الكوميدية الأمريكية. ويعتبر، صوتها المميز الواضح الارستقراطي واحدًا من الأكثر تميزًا في تاريخ السينما.

### النصب التذكارية

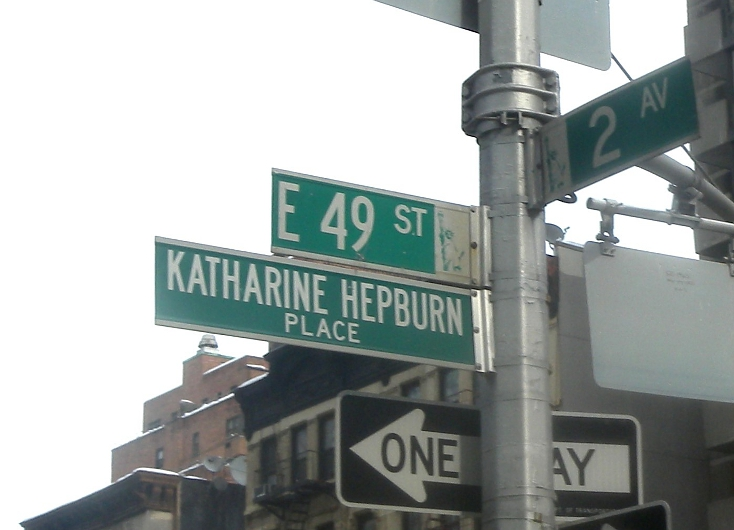
شارع East 49th Street في نيويورك الذي سمي باسم كاثرين هيبورن

وقد كُرمت هيبورن بالعديد من النصب التذكارية. وخصص أهل تيرتل باي في مانهاتن في مدينة نيويورك – والتي أقامت فيها لأكثر من 60 عاما- حديقة لتحمل اسمها في عام 1997. وأعيد تسمية التقاطع بين East 49th Street و 2nd Avenue ليصبح باسم«كاثرين هيبورن بليس». وبعد ثلاث سنوات، أطلقت مدرستها الأم «برين ماور كوليج» مركز كاثرين هوتون هيبورن. وهو مكرس للممثلة ووالدتها، وتشجع النساء على معالجة القضايا الهامة التي تمس النساء. ويقوم المركز بإعطاء ميدالية هيبورن السنوية وهو «يقدر النساء ذوات الحيوات، والعمل، والمساهمات التي تجسد الذكاء والحيوية والاستقلالية التي كانت تحظى بها الممثلة الحائزة على أربع جوائز أوسكار». افتتح مركز كاثرين هيبورن للفنون الثقافية في عام 2009 في أولد سايبوروك (كونيتيكت)، وهو الموقع الذي بُني عليه منزل أسرة هيبورن قرب الشاطئ الذي أحبته وأمتلكته لاحقًا. ويشتمل المبنى على مساحة لتقديم العروض الفنية ومتحف مكرس لكاثرين هيبورن.
تحتفظ مكتبة أكاديمية فنون وعلوم الصور المتحركة  ومكتبة نيويورك العامة بمجموعة من أوراق هيبورن الشخصية. ومختارات مجموعة نيويورك، التي يوثق مسيرة هيبورن المسرحية، قُدمت في معرض دام لمدة خمسة أشهر، تحت عنوان كاثرين هيبورن: في ملفاتها الشخصية في عام 2009. وقدعقدت معارض أخرى لتسليط الضوء على مسيرة هيبورن.عقد احتفالًا بعنوان حياة واحدة: كيت، الاحتفال المئوي في ناشونال بورتريه جاليري في واشنطن في الفترة من نوفمبر 2007 إلى سبتمبر 2008. عرضت جامعة كينت مجموعة مختارة من أزيائها بالأفلام والمسرحياء في الفترة من أكتوبر 2010 إلى سبتمبر 2011 في حدث بعنوان كاثرين هيبورن: تتأنق للمسرح والشاشة. كما كُرمت هيبورن بوضع طابع بريدي لصورتها كجزء من سلسلة طوابع «أساطير هوليوود».

### تصوير شخصيتها
كانت هيبورن موضوع مسرحية المرأة الواحدة «تي آت فايف» التي كتبها ماثيو لومباردو.وأبرز الفصل الأول حياة هيبورن في عام 1938، بعد أن أطلق عليها «شباك التذاكر السم»، وفي الفصل الثاني ألقي الضوء على عام 1983 الذي يعكس جوانب من حياتها ومسيرتها الفنية. وقد عُرضت لأول مرة في عام 2002 في مسرح هارتفورد. وقد جسد شخصية هيبورن في تي آت فايف كيت ميلجرو، وتوفا فيلدشو، وستيفاني زيمباليست، وتشارلز بوش. كما قامت فيلدشو أيضًا بتجسيد شخصية هيبورن في الفيلم التليفزيوني ذا أميزينج هوارد هيوز (1977) ، بينما جسدت ميرلا آن تايلور شخصية هيبورن في وقت لاحق في الفيلم التليفزيوني حرب سكارليت أوهارا (1980). وفي فيلم السيرة الذاتية للمخرج مارتن سكورسيزي لعام 2004 عن حياة هوارد هيوز، الطيار، جسدت كيت بلانشيت شخصية هيبورن، وفاز بجائزة الأوسكار لأفضل ممثلة مساعدة عن دورها. وكانت هذه المرة الأولى التي تحول فيها تجسيد شخصية ممثلة حائزة على جائزة الأوسكار إلى دور حائز على جائزة الأوسكار.
في عام 2014، أعلن أنه جاري عمل فيلمي سيرة ذاتية عن هيبورن. يتناول الأول علاقتها مع سبنسر تريسي، والثاني يغطي سنوات حياتها الأولى في هوليوود (استنادًا إلي تقرير وليام مان عنها).

## جوائز وترشيحات
قائمة من الجوائز والترشيحات التي تلقتها كاثرين هيبورن
فازت هيبورن بأربع جوائز أوسكار، وبذلك كانت صاحبة الرقم القياسي لجوائز الأوسكار في التمثيل، وتلقت 12 ترشيحًا لجوائز الأوسكار لأفضل ممثلة، وهو العدد الذي لم تتجاوزه سوى ميريل ستريب. كما أن هيبورن هيبورن صاحبة الرقم القياسي لأطول فترة زمنية بين ترشيحها الأول لجائزة الأوسكار وترشحيها الأخير لنفس الجائزة، وتلك الفترة بلغت 48 عامًا. وتلقت جائزتين من جوائز الاكاديمية البريطانية للأفلام وخمسة ترشيحات لجوائز الاكاديمية البريطانية للأفلام، وجائزة إيمي واحدة وستة ترشيحات لجوائز إيمي، وثمانية ترشيحات لجائزة غولدن غلوب، وترشيحين لجائزة توني، كما تلقت جوائز من مهرجان كان السينمائي، ومهرجان البندقية السينمائي، ودائرة نقاد الأفلام في نيويورك، وجوائز بيبول تشويس، وغيرهم. وأدرجت هيبورن في ممر مشاهير المسرح الأمريكي في عام 1979. كما فازت بجائزة إنجاز مدى الحياة من نقابة ممثلي الشاشة في عام 1979 وحصلت على جائزة مركز كينيدي الثقافي، تقديرًا لإنجازاتها طوال حياتها في مجال الفنون، في عام 1990.
وقُدرت هيبورن من قبل أكاديمية فنون وعلوم الصور المتحركة للأداءات التالية:
- الفوز بجائزة أفضل ممثلة عن فيلم مجد الصباح في حفل توزيع جوائز الأوسكار السادس (1934)
- الترشيح لجائزة أفضل ممثلة عن فيلم أليس آدمز في حفل توزيع جوائز الأوسكار الثامن (1936)
- الترشيح لجائزة أفضل ممثلة عن فيلم قصة فيلادلفيا في حفل توزيع جوائز الأوسكار الثالث عشر (1941)
- الترشيح لجائزة أفضل ممثلة عن فيلم سيدة العام في حفل توزيع جوائز الأوسكار الخامس عشر (1943)
- الترشيح لجائزة أفضل ممثلة عن فيلم الملكة الإفريقية في حفل توزيع جوائز الأوسكار الرابع والعشرون (1952)
- الترشيح لجائزة أفضل ممثلة عن فيلم فصل الصيف في حفل توزيع جوائز الأوسكار الثامن والعشرون (1956)
- الترشيح لجائزة أفضل ممثلة عن فيلم صانع المطر في حفل توزيع جوائز الأوسكار التاسع والعشرون (1957)
- الترشيح لجائزة أفضل ممثلة عن فيلم فجأة في الصيف الماضي في حفل توزيع جوائز الأوسكار الثاني والثلاثون (1960)
- الترشيح لجائزة أفضل ممثلة عن فيلم رحلة يوم طويل في الليل في حفل توزيع جوائز الأوسكار الخامس والثلاثون (1963)
- الفوز بجائزة أفضل ممثلة عن فيلم خمن من سيأتي للعشاء في حفل توزيع جوائز الأوسكار الأربعون (1968)
- الفوز بجائزة أفضل ممثلة عن فيلم الأسد في الشتاء في حفل توزيع جوائز الأوسكار الحادي والأربعون (1969) (بالتقاسم مع باربرا سترايسند عن فيلم الفتاة المرحة)
- الفوز بجائزة أفضل ممثلة عن فيلم على البركة الذهبية في حفل توزيع جوائز الأوسكار الرابع والخمسون (1982)

## الفيلموغرافيا والأعمال المسرحية المعترف بها
المقال الرئيسي: أدوار كاثرين هيبورن Katharine Hepburn performances
أثناء مسيرتها الفنية ذات ال66 عامًا، ظهرت هيبورن في 44 فيلمًا طويلًا و 8 أفلام تلفزيونية، و 33 مسرحية. مسيرة أفلامها السينمائية شملت مجموعة من الأنواع الأدبية، بما في ذلك من كوميديا السكروبول (سينما الحماقات والتهريج)، وأفلام الدراما التي تمثل حقبة زمنية محددة، والأفلام المقتبسة عن أعمال كبار الكتاب المسرحيين الامريكيين. ظهرت على المسرح في كل عقد بداية من العشرينيات إلي الثمانينيات من القرن العشرين، مؤدية مسرحيات لشكسبير، وشو، وعروض موسيقية في البرودواي.
اختر من قائمة الأفلام:
- مجد الصباح (1933)
- نساء صغيرات (1933)
- أليس آدمز (1935)
- ستيدج دور (1937)
- تنشئة طفل (1938)
- هوليداي (1938)
- قصة فيلادلفيا (1940)
- سيدة العام (1942)
- ستيت أوف ذا يونيون (1948)
- ضلع آدم (1949)
- الملكة الإفريقية (1951)
- بات ومايك (1952)
- فصل الصيف (1955)
- صانع المطر (1956)
- ديسك سيت (1957)
- فجأة في الصيف الماضي (1959)
- رحلة يوم طويل في الليل (1962)
- خمن من سيأتي للعشاء (1967)
- الأسد في الشتاء (1968)
- الحب بين الأطلال (1975)
- روستر كوكبيرن (1975)
- على البركة الذهبية (1981)
- غريس كويغلي (1984)

اختر الأدوار المسرحية:
- قصة فيلادلفيا (1939-1941)
- كما تشاء (1950)
- المليونيرة (1952)
- ترويض النمرة (1955)
- الصاع بالصاع (1955)
- تاجر البندقية (1955 و 1957)
- جعجعة بلا طحن (1957)
- الليلة الثانية عشرة أو كما تشاء (1960)
- أنطونيو وكليوباترا (1960)
- كوكو (1969-1970)
- مسألة جاذبية (1976-1977)
- ذا ويست سايد والتز (1981)

## من أفلامها
- مجد الصباح
- أليس أدمز
- قصة فيلادلفيا
- سيدة العام
- الملكة الأفريقية
- خمن من من سيأتي للعشاء
- الأسد في الشتاء
- على البركة الذهبية

## وصلات خارجية
- كاثرين هيبورن على موقع IMDb (الإنجليزية)
- كاثرين هيبورن على موقع ميتاكريتيك (الإنجليزية)
- كاثرين هيبورن على موقع الموسوعة البريطانية (الإنجليزية)
- كاثرين هيبورن على موقع روتن توميتوز (الإنجليزية)
- كاثرين هيبورن على موقع مونزينجر (الألمانية)
- كاثرين هيبورن على موقع ألو سيني (الفرنسية)
- كاثرين هيبورن على موقع ميوزك برينز (الإنجليزية)
- كاثرين هيبورن على موقع تيرنر كلاسيك موفيز (الإنجليزية)
- كاثرين هيبورن على موقع أول موفي (الإنجليزية)
- كاثرين هيبورن على موقع بوكس أوفيس موجو (الإنجليزية)
- أخبار مُجمّعة وتعليقات عن Katharine Hepburn في موقع صحيفة نيويورك تايمز.